# Collegiata San-Salvi
La Collegiata di San-Salvi è un'ex collegiata situata ad Albi, nel sud-ovest della Francia.
La chiesa ha un aspetto eterogeneo, che riflette l'evoluzione dei metodi di costruzione, mescolando l'arte romanica della Linguadoca e l'architettura gotica. La differenza tra i due stili si nota anche nei materiali, pietra per il vecchio e mattone rosso per il più recente. La durata della costruzione, nell'arco di quasi sette secoli, è stata determinata dall'alternanza di periodi buoni a altri più difficili. Per gli storici la lettura della costruzione è complessa, essendo intervenute evoluzioni architettoniche anche sulle parti realizzate.
Il chiostro attiguo e il "canourgue", un gruppo di ex residenze dei canonici, insieme alla collegiata, formano un insieme straordinario a cento metri dalla cattedrale di Santa Cecilia e del palazzo della Berbie. Appartengono alla città episcopale di Albi, dichiarata patrimonio dell'umanità dall'UNESCO nel 2010.

## Posizione ed etimologia
La collegiata si trova nel centro storico di Albi, all'interno del perimetro della città episcopale di Albi e costituisce il cuore dell'omonimo quartiere. La chiesa è costruita su un'altura, ragion d'essere della torre di avvistamento che estende la torre nord.
Nel VII secolo Albi apparteneva alla ricca famiglia Desiderii-Salvii. Uno dei suoi membri ha lasciato il suo nome, San Salvi nella collegiata dove è sepolto. È a questo personaggio che la leggenda attribuisce il titolo di primo vescovo della città, tra il 574 e il 584. La collegiata ne conserva le reliquie. Il termine collegiata traduce una celebrazione della messa da parte del capitolo dei canonici. In questo caso custodisce il luogo di sepoltura del santo locale. Non era la sede di una parrocchia che era la vicina chiesa di Sainte-Martiane, demolita durante la rivoluzione francese per obsolescenza.

## Storia

### Edifici precedenti
Secondo lo storico Jean-Louis Biget, il monastero guidato da Salvi non era in senso stretto un'abbazia, ma piuttosto una comunità di anacoreti soggetta all'obbedienza al loro abate. Questo tipo di operazione potrebbe essere stata ispirata dalla prima Abbazia di Lerino.
Il sito del primo monastero dove Salvi fu monaco e fu sepolto è sconosciuto. Era una comunità consolidata, probabilmente sotto il patrocinio della Basilica di Saint-Sernin di Tolosa: l'altare maggiore reca una dedica in tal senso.
Il culto di San Salvi, personaggio di elevato livello nobiliare, spiega l'allora preminenza della collegiata sul duomo: i vescovi di Albi vi ebbero la loro sepoltura fino al 1230 e rendevano omaggio al santo quando entravano in carica, così come i potenti durante la loro visita ad Albi.
Nel X secolo, il collegio dei canonici ricevette donazioni dai conti di Tolosa e dai visconti di Albi, ma questo non portò a un arricchimento della comunità: le regole di Chrodegang permisero alla famiglia di recuperare i beni dati in dote, alla morte del religioso. Fu solo con il Concilio di Tolosa del 1056 che l'aristocrazia riconobbe il trasferimento dei propri diritti alla chiesa.
Nel 940 un testo racconta un progetto di ricostruzione. L'edificio in questione sembra che si trovasse nell'attuale sito.

### Contesto
Un periodo di abbandono dei canonici all'inizio dell'XI secolo, fu interrotto dall'attuazione della riforma gregoriana. Ne derivò l'adozione della Regola di sant'Agostino. A questo slancio di rigore si accompagnò un nuovo progetto architettonico in stile romanico.
La costruzione del borgo di San-Salvi fece parte dello sviluppo della città verso est e la portò fuori dall'iniziale promontorio roccioso dove era situata. Vennero creati San-Salvi e il quartiere Combes lungo lo stesso asse. Place de la Pile, centro nevralgico del commercio albigese, era all'incrocio tra il distretto episcopale e quello di San-Salvi.

### Costruzione

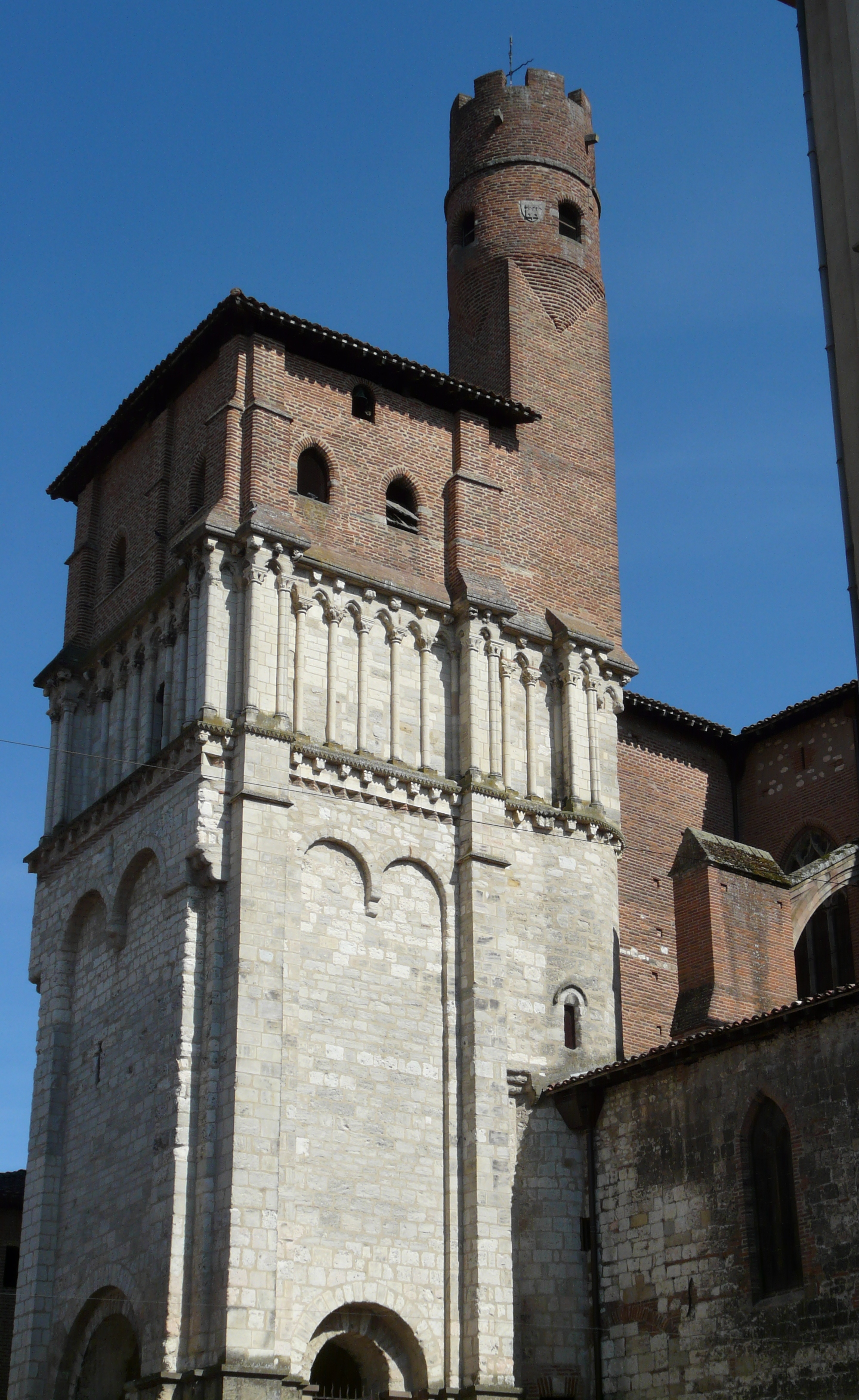
Torre settentrionale che riflette tre periodi di costruzione.

#### XI secolo
Il sito fu deciso nel 1057. Questa data corrisponde al Concilio di Tolosa e alla riforma gregoriana. La gestione dei canonici divenne più rigorosa e il loro reddito aumentò notevolmente. La costruzione iniziò con l'erezione della torre nord intorno al 1060-1080. La posizione anacronistica della torre rispetto al resto dell'edificio riflette o una necessità topografica, in un sito dove il terreno non era pianeggiante, oppure la presenza di edifici più antichi la cui demolizione avvenne solo gradualmente. Secondo lo storico Jean-Louis Biget, la torre nord venne integrata nel progetto solo in seguito.
Questo campanile aveva un ruolo più ampio di quello di ricovero delle campane. La sua posizione nel punto più alto della città ne faceva un osservatorio ideale a sua difesa, dalla sommità della gachole, la piccola torre di avvistamento che sormonta il campanile, il cui nome occitano significa "sorveglianza". È molto più alto del campanile dell'antica cattedrale romanica costruita sotto, più vicino alle sponde del fiume Tarn.
Questa torre isolata fu poi inclusa nella costruzione dell'edificio religioso. Tali procrastinazioni determinano un insolito spessore del muro tra il campanile e il transetto nord e una discontinuità della muratura al primo piano. La base di questa torre è un bell'esempio di arte romanica della Linguadoca, con le sue pareti rinforzate con rilievi negli angoli e che sostengono il tetto: lesene e bande lombarde. Questi elementi caratteristici si ritrovano sulle pareti delle cappelle prospicienti il transetto. Sono dette anche cappelle radiali per la loro posizione. Sono utilizzati sistematicamente gli archi a ferro di cavallo, al punto che possono essere considerati un segno dell'arte romanica albigese dell'XI secolo. Ritroviamo questo tipo di arco sui restanti portici dell'antica cattedrale romanica.

#### XII secolo
Completati questi elementi, nel 1100, la costruzione della navata si protrasse fino al 1120. Le sette campate sono unite su entrambi i lati da navate laterali, la cui particolarità è che non sono allineate con le cappelle radiali. Le dimensioni interne sono di 67 metri di lunghezza e 22,5 di larghezza, il che la rende, con la cattedrale romanica, una delle più grandi chiese albigesi. Le volte originali non sono state conservate, quindi gli storici possono solo immaginare un'altezza da quella delle mura romaniche in pietra (circa 16 metri).
La chiesa ha due ingressi. Quello a nord è un annesso che si affaccia su un cimitero. Il portale principale è quello occidentale, con una scalinata di una ventina di gradini, sulla place de la Pile, centro economico della città con i suoi portici. Questo portale presenta quattro arcate a ferro di cavallo poggianti su cinque pilastri. L'aspetto massiccio è temperato da colonne ornate. Questo portale è scomparso alla vista dei visitatori a seguito della costruzione di edifici al posto della scalinata nel XIV secolo. Alcuni elementi sono stati studiati dagli storici, invitati dagli abitanti ad osservarli nella parete di fondo della loro casa. È il caso dei capitelli della seconda e della terza colonna da nord, che rappresentano il sacrificio di Abramo e l'apparizione di Gesù a Santa Maria Maddalena.
Un'analisi delle sculture ricorda quelle della basilica di Saint-Sernin e del chiostro della Basilica di Notre-Dame de la Daurade a Tolosa. Un disegno di questo portale realizzato nel XIX secolo, cerca di ricostruire il prospetto della facciata mascherata. Se le colonne al piano terra sembrano coerenti, le campate al piano superiore sollevano domande, secondo Jean-Louis Biget. Quest'ultimo, che ha avuto modo di vedere alcune parti dell'insieme, ritiene che l'ignoto autore del disegno non ne avesse visto gli elementi, basandosi solo sui testi descrittivi. Il portale nord presenta il caratteristico arco a ferro di cavallo con intagli. La parte più esterna è lavorata con fiori a otto petali, gli altri sono lisci. I capitelli presentano palme, fiori e cesti. Ricordano, ancora, la scuola di Tolosa, allo stesso modo della vicina chiesa di Saint-Michel de Lescure-d'Albigeois dello stesso periodo. Anche la base delle colonne è lavorata. Queste sculture e i testi che le evocano, suggeriscono una datazione intorno al 1120.

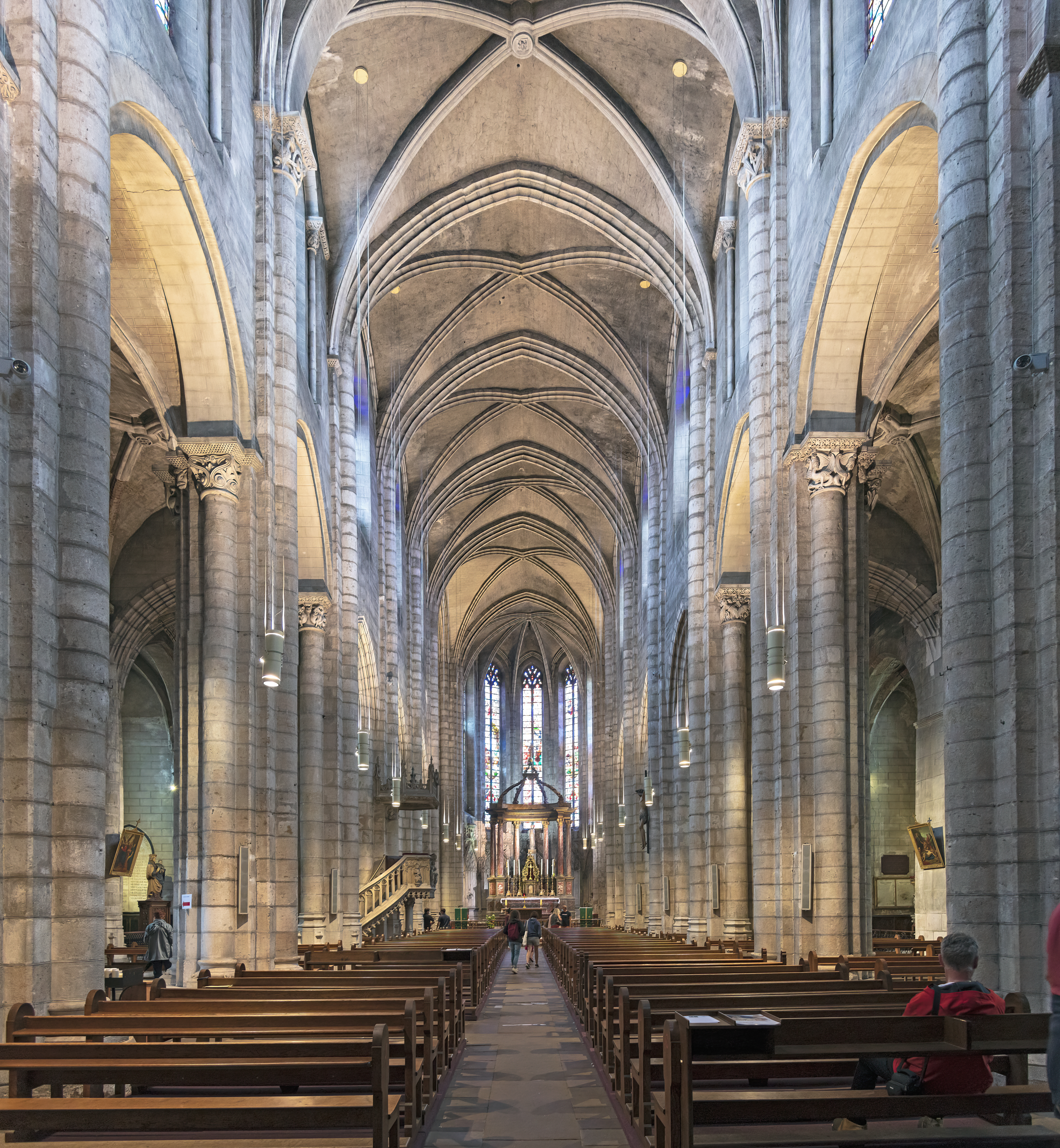
La navata e il coro

#### Periodo intermedio
Nel 1130 si verificò uno scisma, che divise il clero albigese. Il capitolo dei canonici, come il vescovo Humbert de Géraud, sostenne l'antipapa Anacleto II, contro il capitolo della cattedrale che sosteneva la fedeltà a papa Innocenzo II. I canonici, fedeli al papa, come il resto del clero francese, riuscirono a prevalere. Sostituirono il prevosto, abate della collegiata, con uno di loro e demolirono la residenza vescovile. Questo episodio portò ad un allentamento della regola e ad una modifica del capitolo. La scissione tra i canonici di Sa-Salvi e quelli della cattedrale romanica, consentì al visconte Trencavel e al conte di Tolosa di recuperare l'usufrutto dei beni perduti nel 1080, con l'aiuto del vescovo Géraud che Jean-Louis Biget riporta come "la loro creatura". Il capitolo della cattedrale, uscito vittorioso dal conflitto, impose al vescovo il controllo amministrativo sulla gestione della collegiata. Solo nel 1190 il capitolo riacquistò le sue prerogative grazie al nuovo vescovo Guilhem Peyre, già membro della collegiata. Questo evento fu celebrato dall'elevazione delle reliquie di San Salvi dalla cripta agli altari, nel 1194, e da una nuova riforma del capitolo tra il 1203 e il 1209.

#### XIIIsecolo

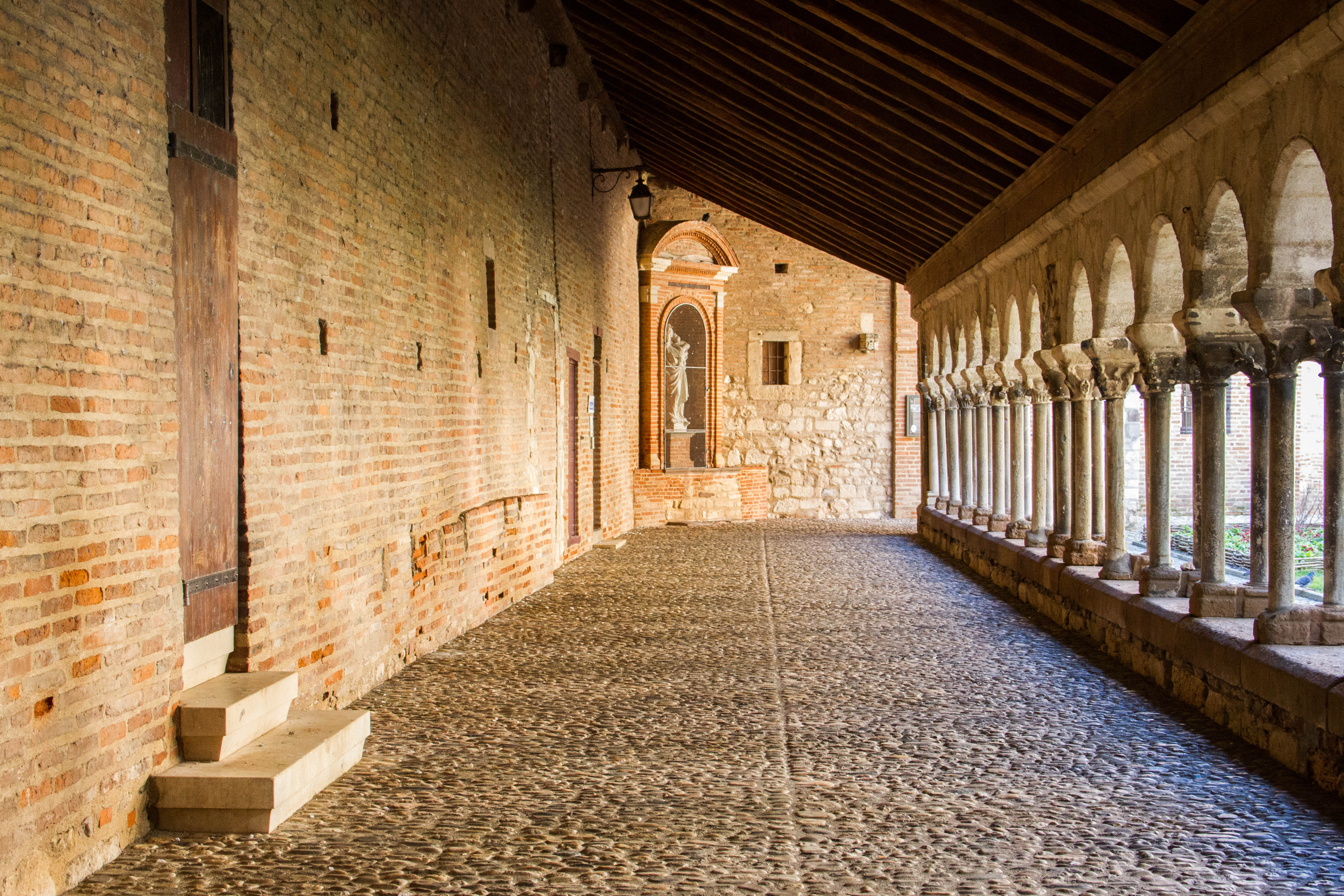
Galleria sud del chiostro, l'unica completamente conservata.

All'inizio del secolo, la crociata albigese portò all'esproprio di Raimondo II Trencavel, figlio di Raimondo Ruggero, morto in seguito alla presa di Carcassonne nel 1209. I suoi domini vennero divisi tra il nuovo visconte Simone IV di Montfort, nominato capo della crociata, e i domini ecclesiastici. La collegiata ottenne così parrocchie, 29 nel 1219 contro 16 nel 1120, ma anche signorie. Questa situazione fu di breve durata: il collegio dei canonici cominciò a perdere la sua influenza a favore di quello della cattedrale e soprattutto del vescovo. Guilhem Peyre fu il primo vescovo a scegliere di essere sepolto nella cattedrale romanica. Il suo successore, Durand de Beaucaire, intraprese la riparazione di quest'ultima, intorno al 1245 e nel 1277 Bernard de Castanet decise di costruire una cattedrale più grande e alla fine del XIII secolo istituì una dittatura teocratica.
La collegiata deve però alla breve ripresa economica, un sopralzo di un piano del campanile. Su un basamento in laterizio, una cornice costruita su modanature con punta di diamante richiama elementi architettonici catalani dello stesso periodo. In alto, uno slanciato colonnato porta archi trilobati a sesto acuto. I capitelli, ancora in stile romanico, permettono di datare questa aggiunta intorno al 1240. Contestualmente fu realizzata una scala a chiocciola nell'angolo occidentale formato dalla torre e dal transetto. Darà il suo nome alla torre, un tempo chiamata "torre della vite".

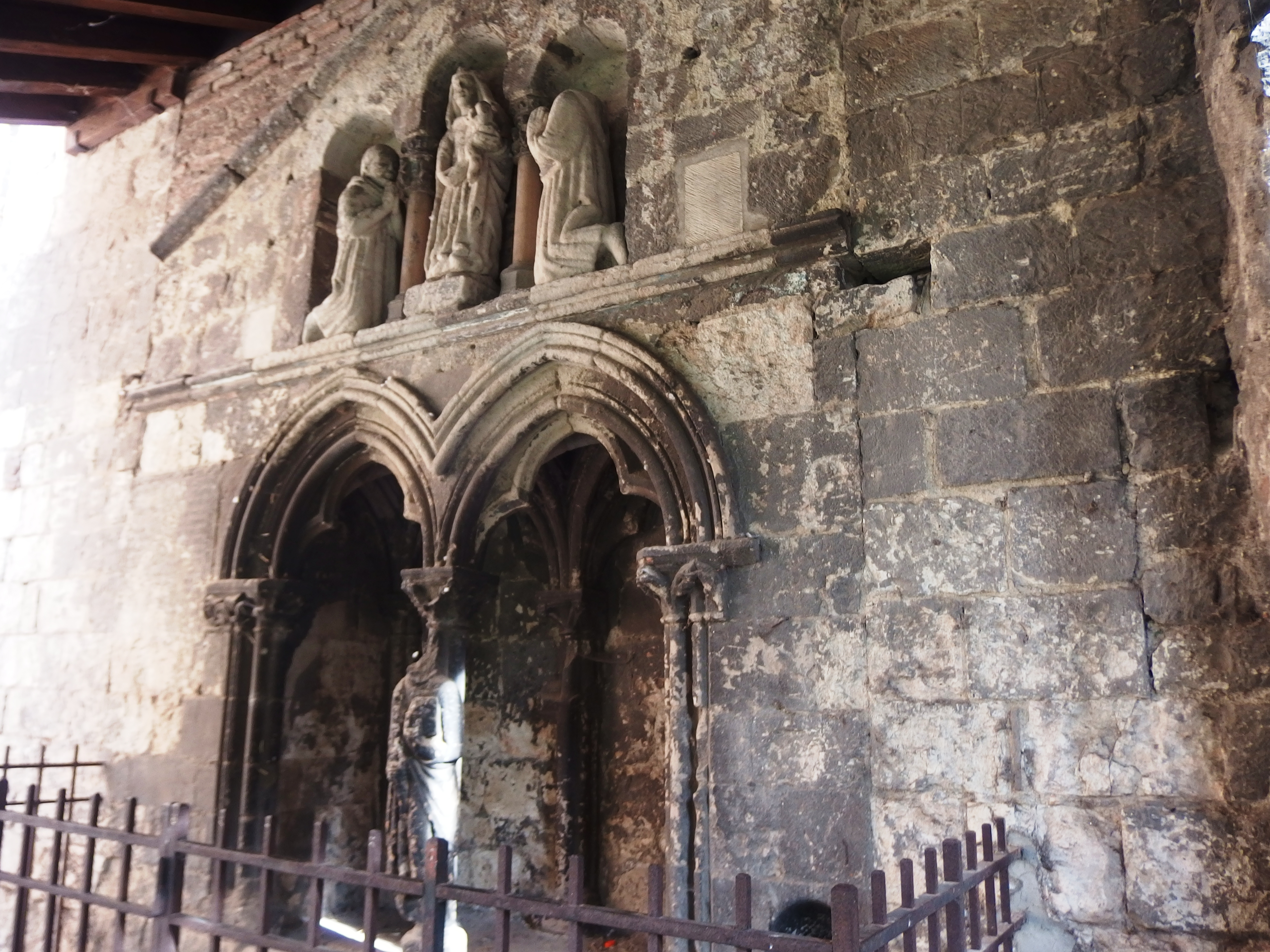
Tomba di Vidal de Malvezi, muratore autorizzato a essere sepolto nel chiostro.

Altri cantieri riguardavano edifici conventuali: l'ospedale nel 1205 o il pollaio e porcilaia che hanno dato il nome alle vie della porcaria e della galinaria. La casa del prevosto e soprattutto il chiostro segnano la seconda metà del secolo. Quest'ultimo adottò una forma trapezoidale dettata dal suo inserimento all'interno di un quartiere già edificato. Come le sue controparti meridionali a Tolosa, mescola elementi romanici e gotici. La base in pietra lavorata sostiene colonne gemelle e pilastri angolari. Gli archi semicircolari, di stile romanico, sono posti su capitelli a fogliame di stile gotico. Le sculture dei capitelli sono di difficile lettura per il loro pessimo stato di conservazione, ma sembra che vi compaiano gli apostoli e i dannati.
I costosi cantieri vescovili competevano con quello del collegio. Il bisogno di denaro portò a partecipazioni interessate: il muratore Vital de Malvesi lavorò al ribasso in cambio del diritto di essere sepolto in una tomba nel chiostro. La lapide funge da base di una tomba divisa in scomparti da due testate trifogliate. Sul fondo persistono tracce di pitture murali. Alla colonna centrale si appoggia una statua di San Paolo. Tutto è nell'ultimo stile gotico alla moda in quel periodo. Una lastra spiega la costruzione. Divenuto illeggibile, il testo è comunque conservato grazie a una copia del XVII secolo.

#### Periodo di declino
Alla fine del XIII secolo, diversi canonici vennero accusati di eresia catara. Il vescovo Bernard de Castanet guidò il ritorno all'ortodossia con tutta l'energia e il diritto che gli dava la sua amicizia con diversi papi e stabilì definitivamente il primato della cattedrale di Santa Cecilia sulla collegiata. Quest'ultima utilizzò invano una parte delle sue entrate in procedimenti giudiziari contro il capitolo della cattedrale durante il XIV secolo. Queste pesanti controversie spiegano l'assenza di grandi progetti in questo periodo. Il campanile sud, in cattive condizioni, necessitava di lavori, in un periodo in cui la guerra rendeva utile la torre di avvistamento. Si decise di trasferire le campane nella torre nord con la torre di avvistamento. Il collegio dei canonici non poteva pagare tutti questi interventi e i consoli cittadini, equivalenti all'attuale consiglio comunale, furono obbligati a contribuire finanziariamente al sito. Dato il suo costo e la moda del tempo, l'uso del mattone divenne obbligatorio. Il pavimento rosso della torre nord risale al 1382.
Allo stesso tempo, le confraternite decisero di costruire, a proprie spese, cappelle dedicate al loro santo patrono. I lavori vennero eseguiti gradualmente, senza un piano d'insieme, il che spiega lo scarto nel muro e le diverse altezze delle campate. Utilizzando la pietra, il suo apparato è più grossolano di quello del XII secolo. Oltre al ruolo di ricovero per il santo, le cappelle venivano utilizzate anche come luogo di sepoltura per le famiglie più influenti. Le cappelle meridionali sono meno profonde, avendo il chiostro limitato la loro estensione. La datazione precisa di queste cappelle è difficile: i testi tardivi sono turbati dai mutamenti della confraternita e l'edificio venne parzialmente costruito con pietre di riutilizzo. L'insieme risale probabilmente alla fine del XIV e inizio del XV secolo.
Durante il XIV secolo, la necessità di denaro portò all'affitto di case costruite davanti al portale occidentale. Queste case, laboratori o studi notarili, ostruiscono ancora la vista di questo antico ingresso del XXI secolo.

#### XV e XVI secolo

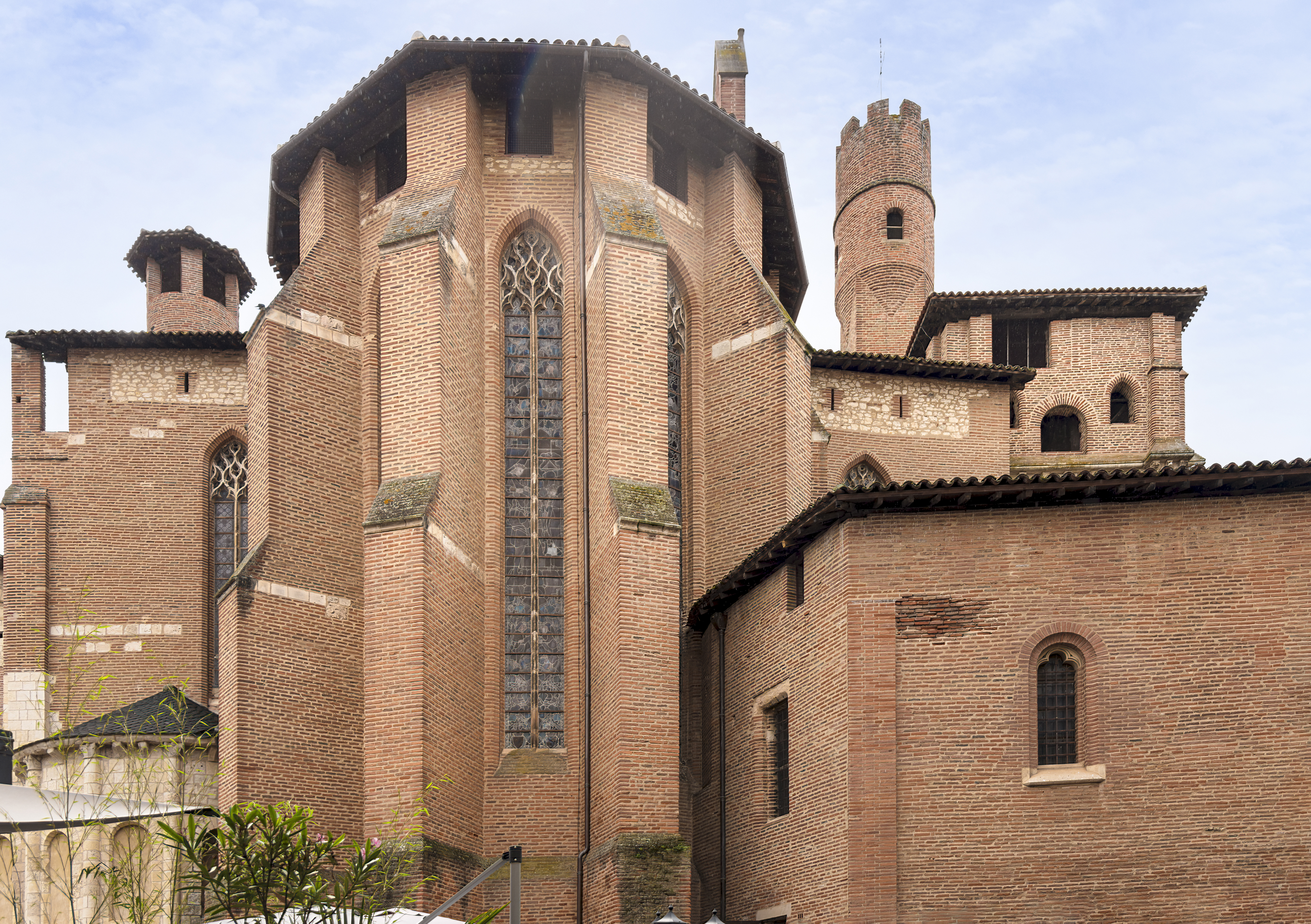
Abside rifatta in laterizio, attigua ad un'abside romanica.

Dopo questo lungo periodo segnato dalla mancanza di fondi e dalla lentezza urbana, dal susseguirsi di carestie, epidemie di peste e dalla guerra dei cent'anni, una rinascita si rifletté in progetti che corrispondevano alle ambizioni del collegio dei canonici. Le numerose donazioni successive al 1450 erano dovute al benessere economico dei fedeli. Fu l'era della cultura dell'Isatis tinctoria che arricchì notevolmente il Paese di Cuccagna circoscritto dai comuni di Albi, Tolosa e Carcassonne.
Nel 1444 fu costruita una cappella dedicata a Sant'Agostino sulla parete est della torre sud. Utilizzava mattoni ed era costituita da una campata e da un'abside a cinque lati. Una scala di 262 gradini forniva l'accesso alla torre di avvistamento, la gachole. La sua costruzione precedette di poco un cantiere più grande: il recupero e l'innalzamento delle volte di mezza navata, del transetto e del coro. Gli archi trasversali e diagonali sono in pietra, ma il riempimento delle volte è realizzato in laterizio. Le pareti rialzate sono dello stesso materiale. Vi si aprono finestre in stile fiammeggiante a tre pannelli. Archi rampanti, basati sulle pareti delle cappelle, sostengono le volte. A livello della torre nord si conserva il muro romanico in pietra per non intaccare la struttura della torre. Si conservano le cappelle radiali romaniche ma il muro che le sormonta è rialzato e dotato di lunghe campate fiammeggianti. In un inventario del 1791-1792 è menzionato un presbiterio rimaneggiato, racchiuso da un pontile-tramezzo. Ci sono anche statue di questo periodo, la cui posizione iniziale è sconosciuta, essendo stata più volte modificata. Testimoniano una ricerca di realismo da parte di artisti della fine del medioevo, ma senza grande finezza di esecuzione. Si tratta di sette statue lignee policrome che ricreano un Calvario: Cristo in legami e sei profeti. Due restauri della policromia hanno fatto perdere ogni traccia della pittura medievale. Della stessa epoca sono un Cristo policromo in croce, un San Salvi, il busto di una santa e una pietà, ma non appartenevano alla serie sopra menzionata. Le ultime due opere sono state integrate nel tesoro della cattedrale.

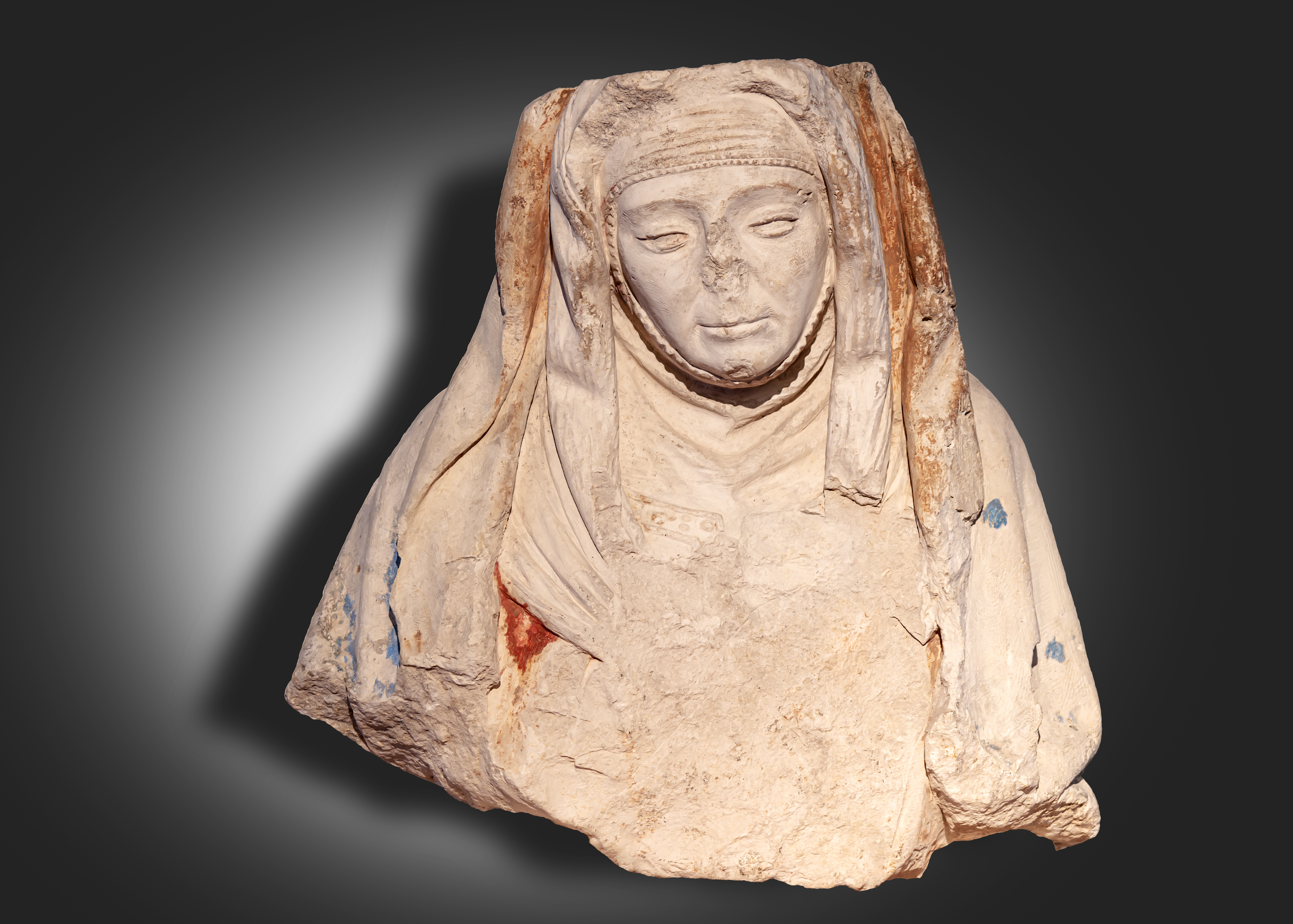
Busto di santa decorato (XV secolo)
Apparizione di Gesù davanti al Sinedrio
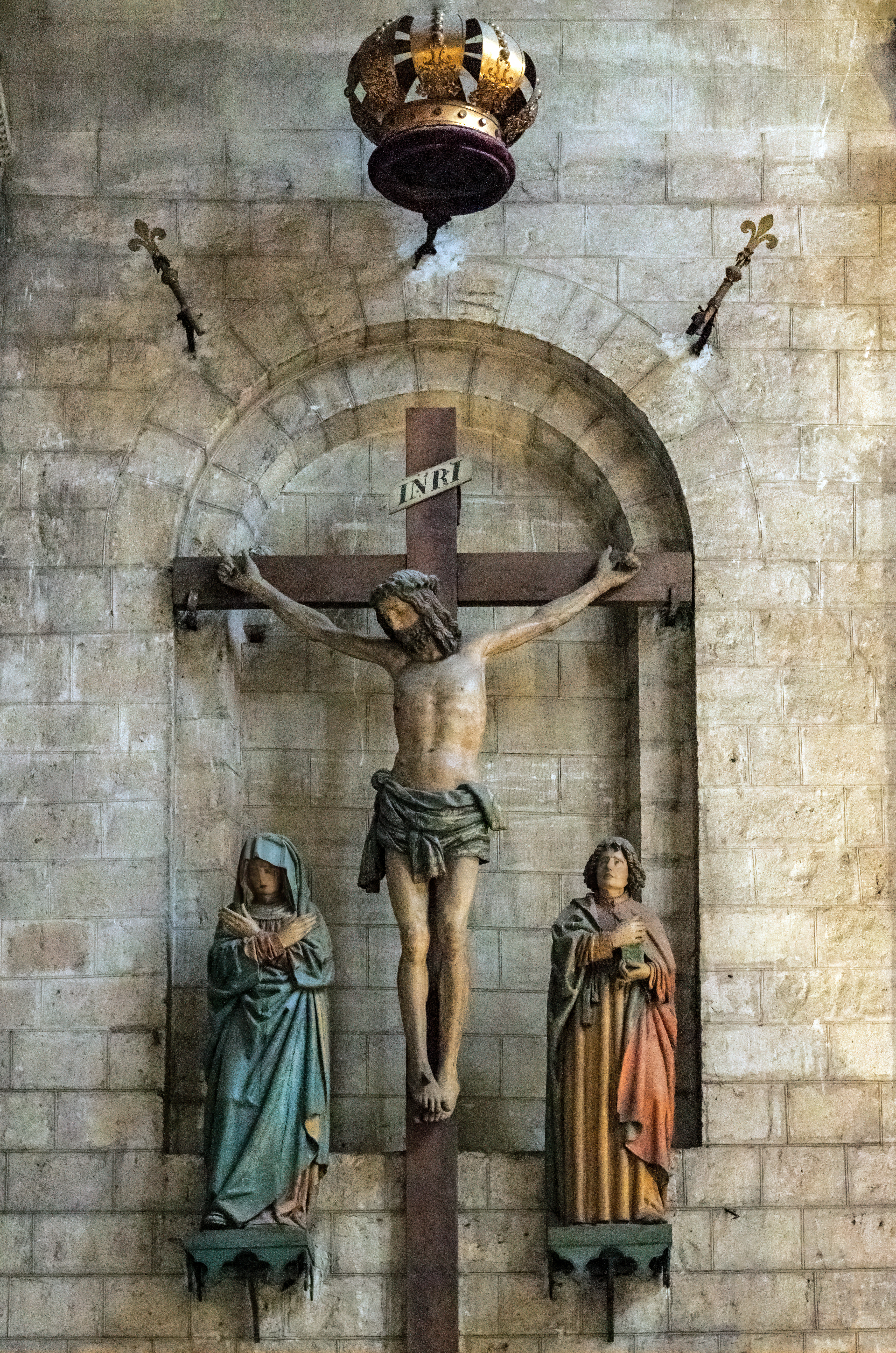
Crocifissione davanti ad un'apertura murata che conduce al portale occidentale murato. La croce è fissata in un'alcova del muro dell'architrave romanico.
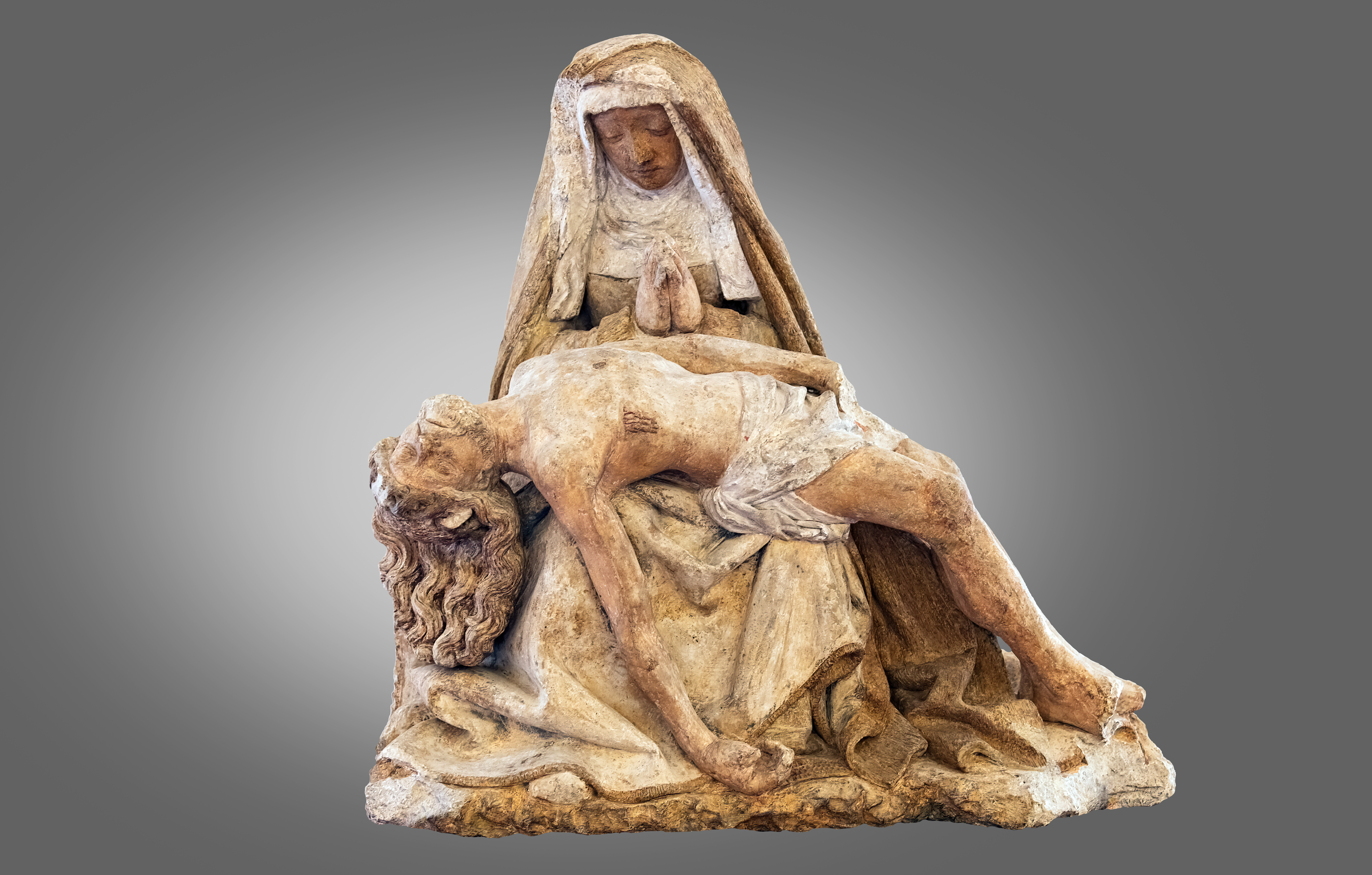
Gruppo scultoreo - Pietà

La datazione è stata resa difficile dalla vendita degli archivi a peso nel 1820, ma il 27 settembre 1490, il vescovo Luigi I d'Amboise consacrò il nuovo altare; tale data coincide probabilmente con il completamento dei lavori.

#### XVIII secolo
Le guerre di religione non toccarono Albi, ma il lungo periodo di conflitto, particolarmente duro nel Tarn, sconvolse notevolmente il commercio e l'economia. Di conseguenza, le entrate capitolari diminuirono e non consentirono di intraprendere opere importanti, anche se si realizzarono alcuni piccoli impianti: è il caso della riparazione della sommità della torre sud che rischiava di rovinarsi. L'apparato lapideo e le campate rimaneggiate non consentono una datazione precisa. Il capitolo era ridotto a quindici canoni e fu secolarizzato da papa Clemente VIII. L'alloggio dei canonici venne spostato in case poste a sud-ovest del chiostro. Rimangono porzioni di soffitti dipinti di questo periodo.
I lavori eseguiti nel XVIII secolo, furono in gran parte dovuti al dinamismo del prevosto della collegiata Antoine de Metge che officiò tra il 1717 e il 1749. Il cronista albigese Gardès, vissuto tra il 1648 e il 1742, riferì la maggior parte degli eventi accaduti in quel periodo.
L'altare maggiore del XVI secolo venne ricostruito e consacrato, il 3 dicembre 1726, dell'arcivescovo Armand Pierre de La Croix de Castries e le reliquie di San Salvi vennero prelevate dalla sua tomba che venne demolita per creare una piccola cappella con un'abside a semi-cupola. Nel 1730, l'altare venne sormontato da un baldacchino a cupola con sei colonne. I consoli della città offrirono alla collegiata sei tele, quattro sulla vita di Salvio, una a San Rocco, in segno di gratitudine per aver allontanato da Albi l'epidemia di peste presente a Marsiglia e l'ultima sull'evangelizzazione di Albi da parte di Clair d'Aquitania. Oggi sono sparse in tutto l'edificio, ma erano destinate ad essere esposte nell'abside. Venne costruito anche un nuovo pulpito, sostituito nel XIX secolo. Ma i lavori che segneranno questo periodo sono quelli eseguiti nella navata centrale per adeguarla al cantiere interrotto nel XVI secolo prima del suo completamento. Le prime volte furono completate nel 1736 e recano gli stemmi dell'arcivescovo, del prevosto e di una famiglia benestante che contribuì finanziariamente. Sono costruiti in un arco trasversale in pietra e riempiti tra le nervature con mattoni. Un rivestimento nasconde questa struttura. Le baie aperte sopra le navate laterali sono tipiche del XVIII secolo, anche se le aggiunte del secolo successivo danno loro, per usare il vocabolario di Biget, "uno sguardo arcaico".
Sono della seconda metà del XVIII secolo tutti i fonti battesimali classificati come monumenti storici  .
Antoine de Metge approfittò della presenza dell'organaro Christophe Moucherel, venuto ad Albi per costruire gli organi della cattedrale di Santa Cecilia, per far costruire un organo sulla parete occidentale. Per costruirlo vennero utilizzati elementi del piccolo organo che esisteva nel coro e altri del vecchio organo della cattedrale risalenti al tempo di Luigi I d'Amboise. Quest'ultimo era stato incaricato per questo progetto dal collegio della cattedrale. Il finanziamento venne fornito dai canonici e da alcuni generosi donatori. Scampò alle depredazioni durante la Rivoluzione e fu restaurato dalla compagnia Cavaillé-Coll. A seguito di successivi restauri, solo la cassa è ancora originale. 

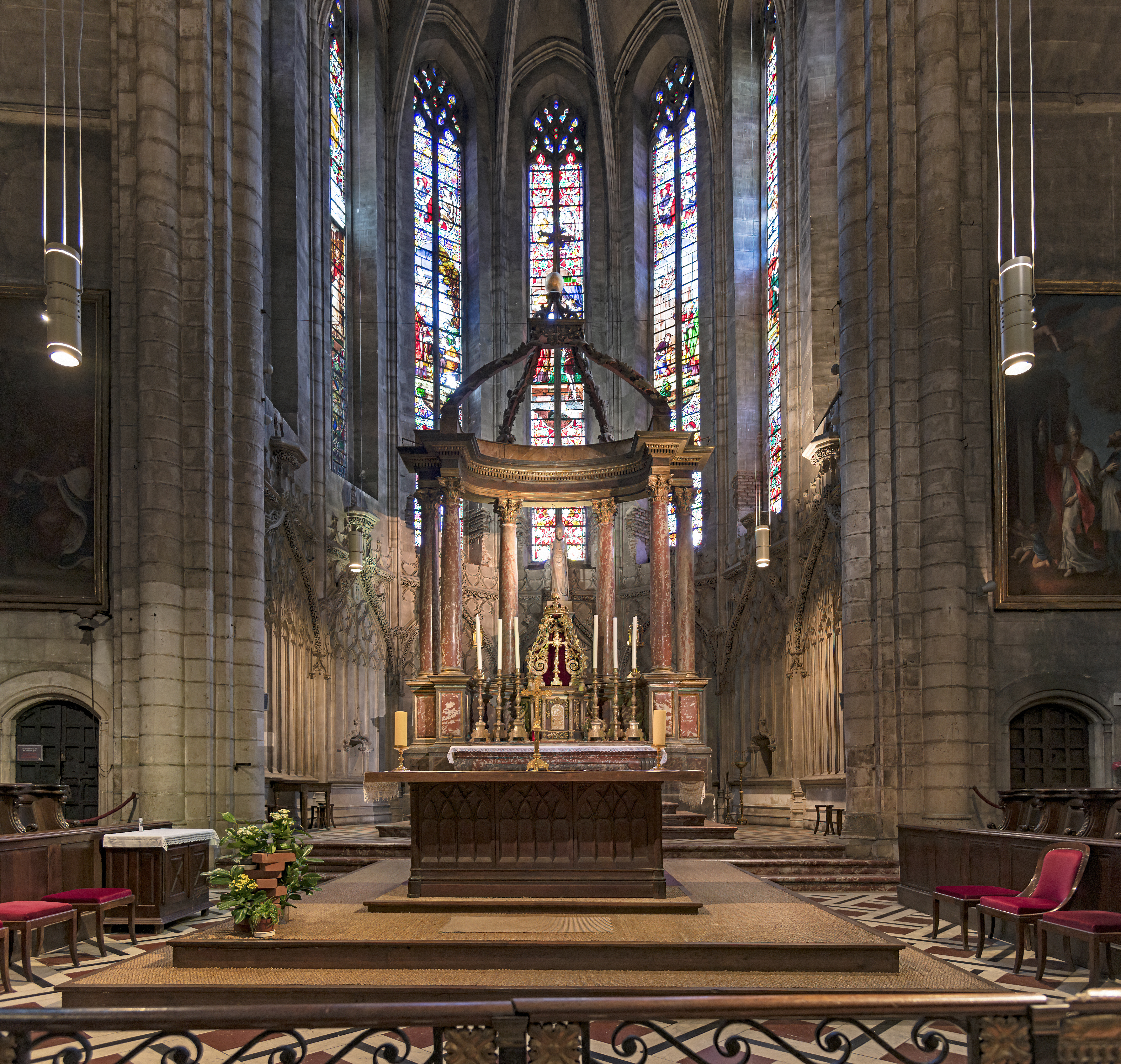
Presbiterio
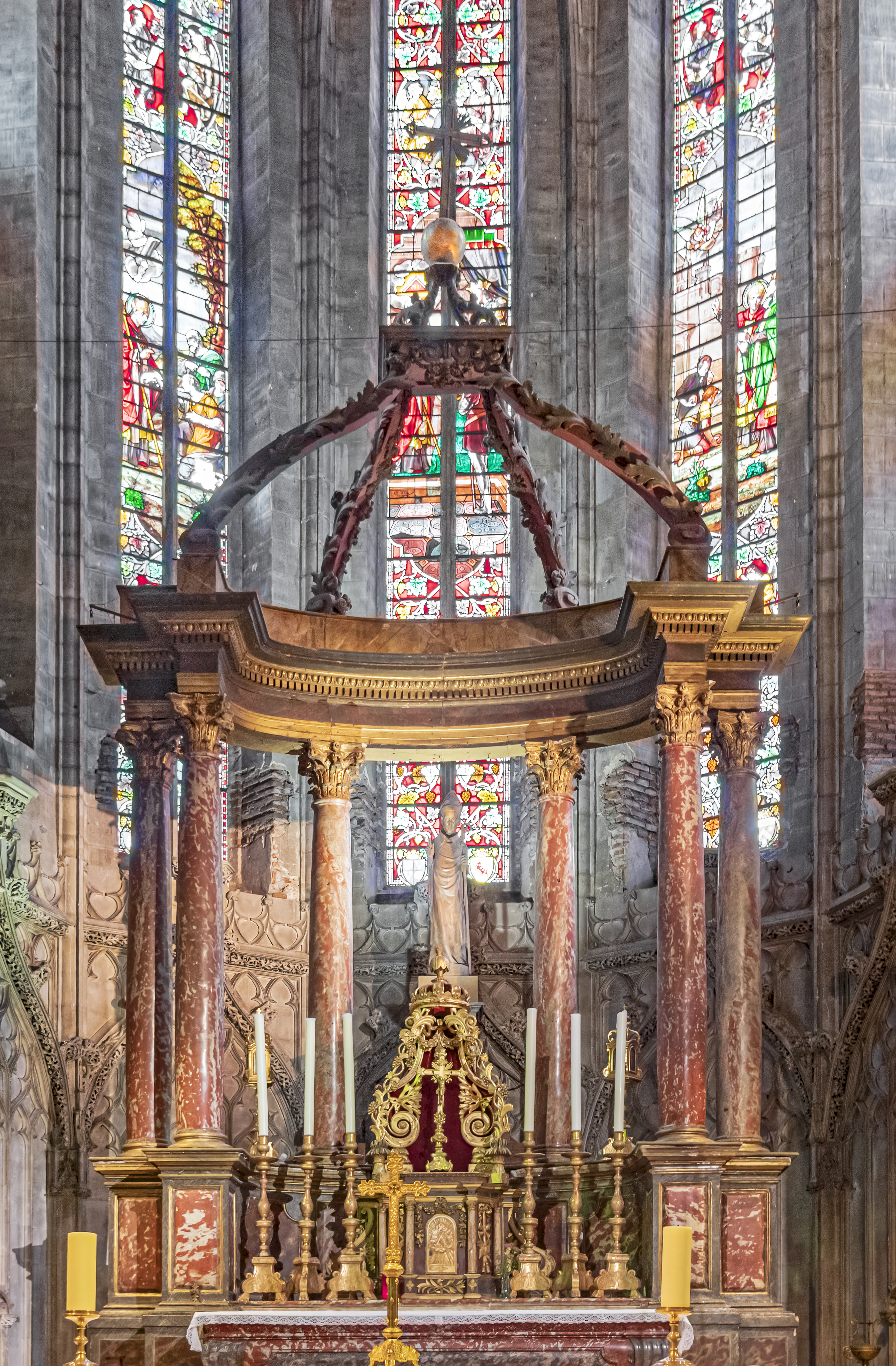
Ciborio
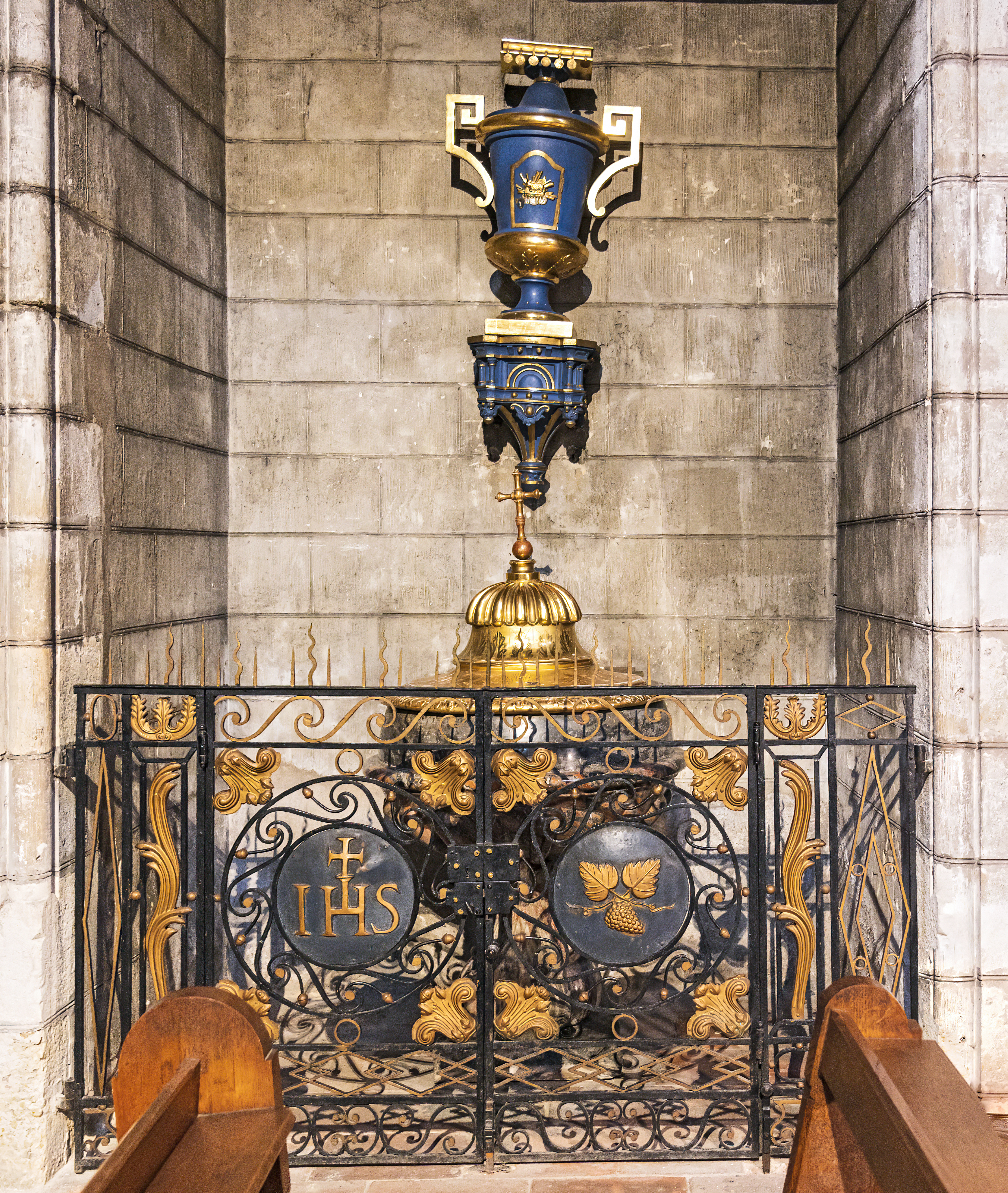
Cappella del fonte battesimale
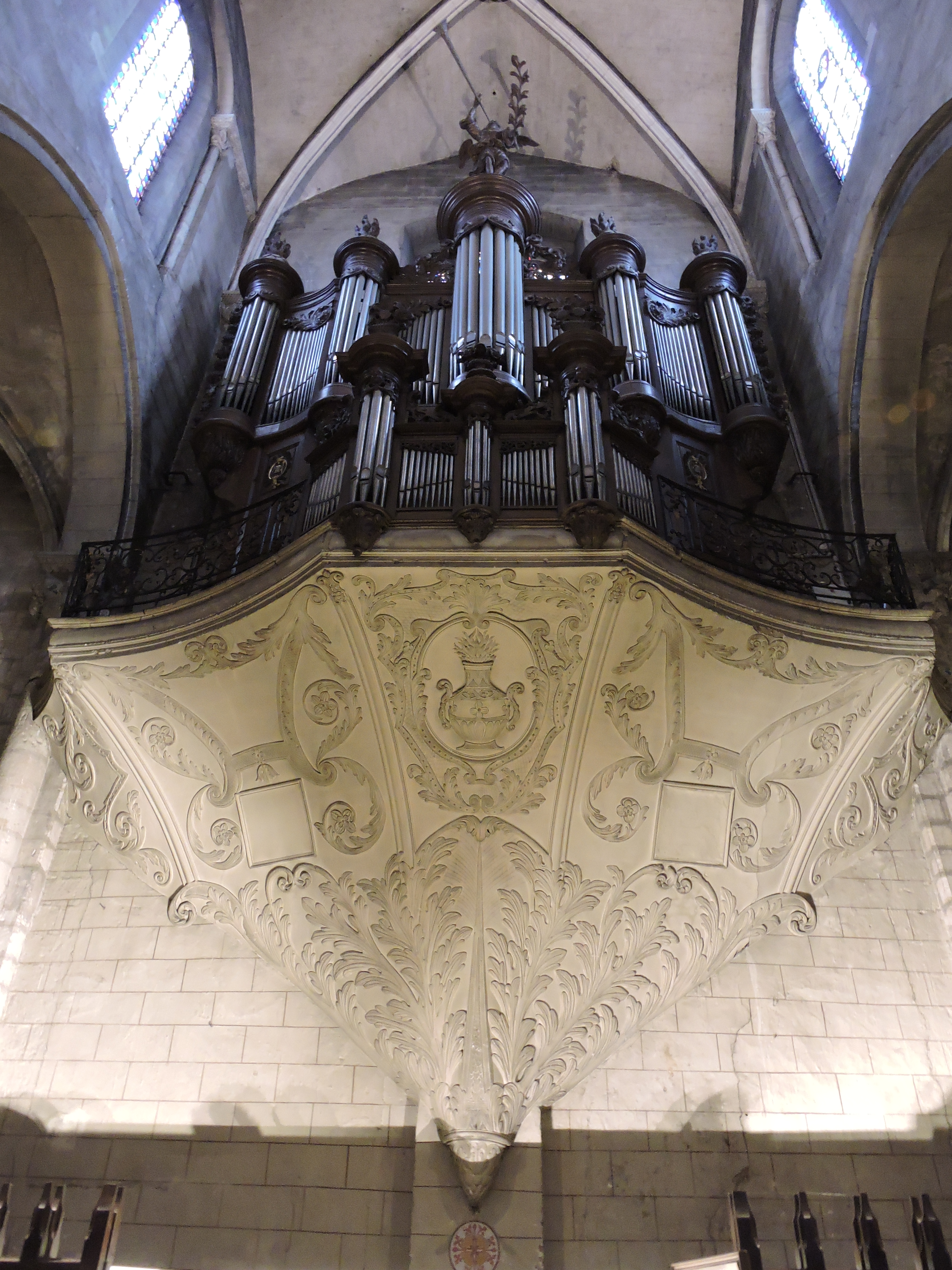
Organo nuovo
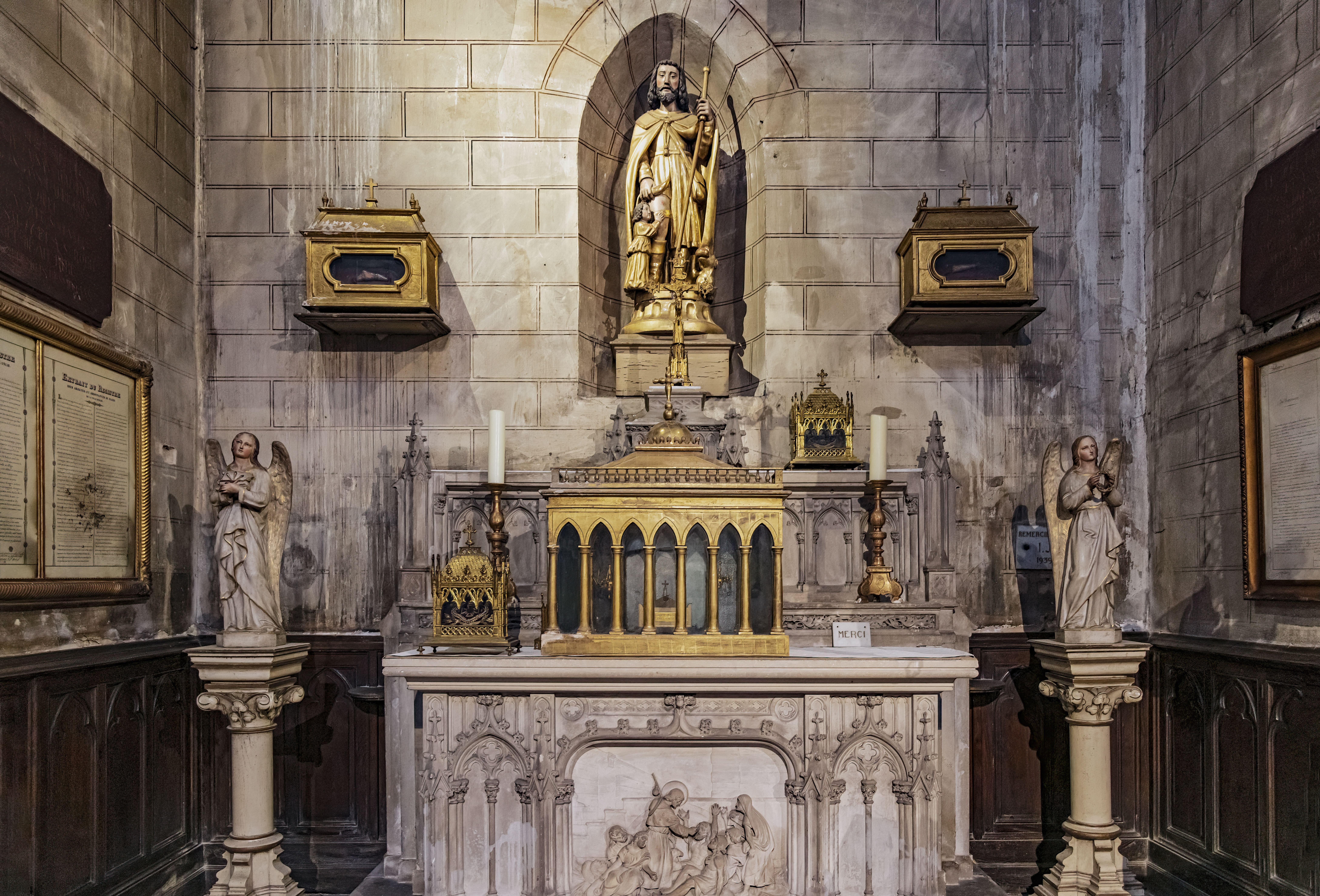
Cappella di san Rocco
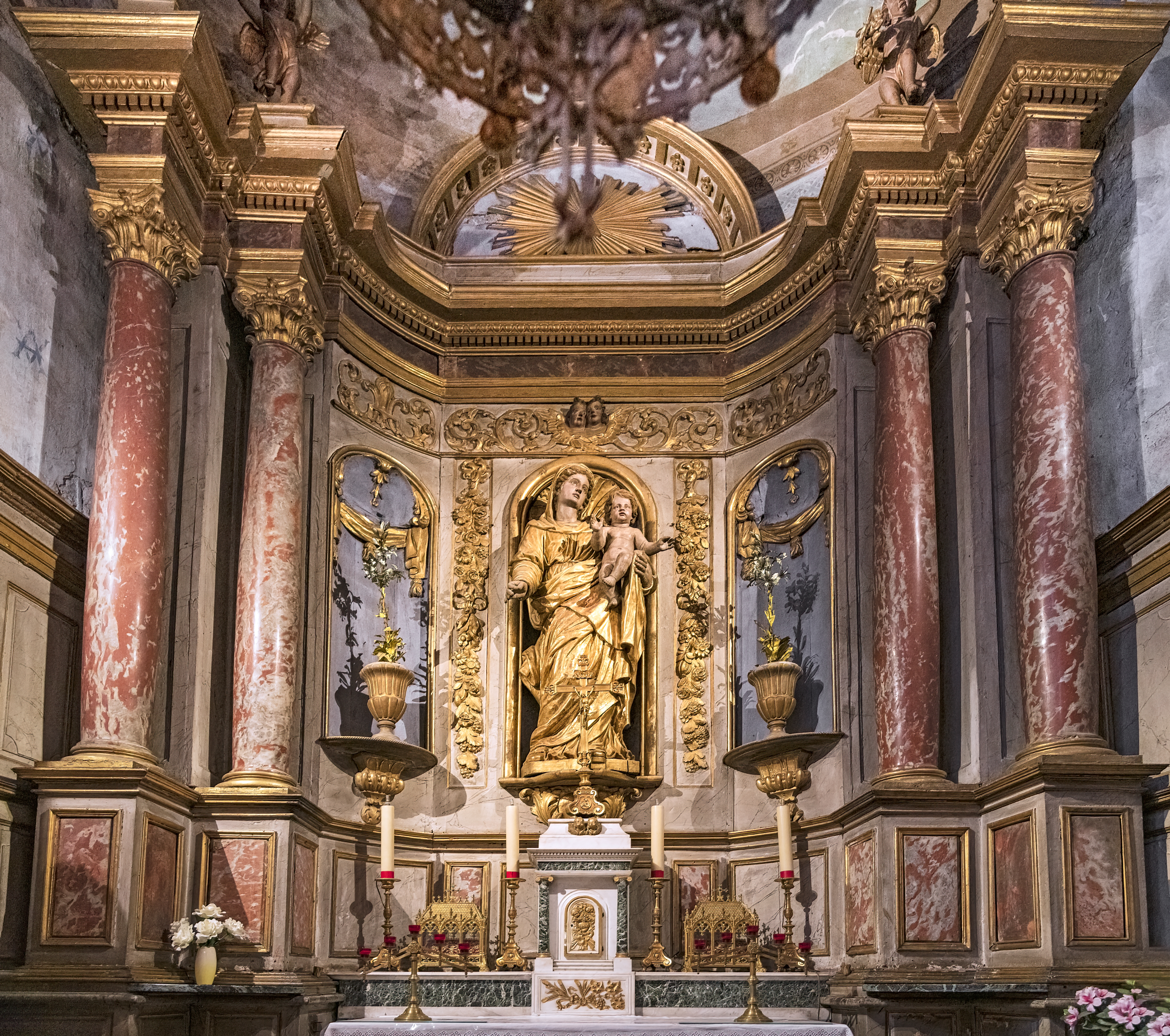
Pala d'altare della cappella della Vergine

### XIX secolo
Durante la rivoluzione il capitolo dei canonici fu sciolto e il sacerdote fece demolire il coro per rendere visibile l'altare ai fedeli. Tale progetto è stato annullato nella cattedrale. Il metallo dei tesori e degli oggetti di culto, le campane e dell'organo venne fuso. La collegiata fu sequestrata e messa a disposizione dell'esercito, che vi fece allestire un deposito di foraggio. Nel 1800, il comune voleva farne un mercato coperto per la sua vicinanza a Place de la Pile, un angusto mercato, ma il progetto non andò a buon fine. Si conservarono due ali dei chiostri per allestirvi passaggi coperti, ma le pietre degli altri vennero vendute con la demolizione. Nella prima metà dell'Ottocento furono eseguiti lavori di abbellimento da parte della famiglia Céroni, pittori tolosi di origine italiana, in particolare sul soffitto della cappella della Vergine.

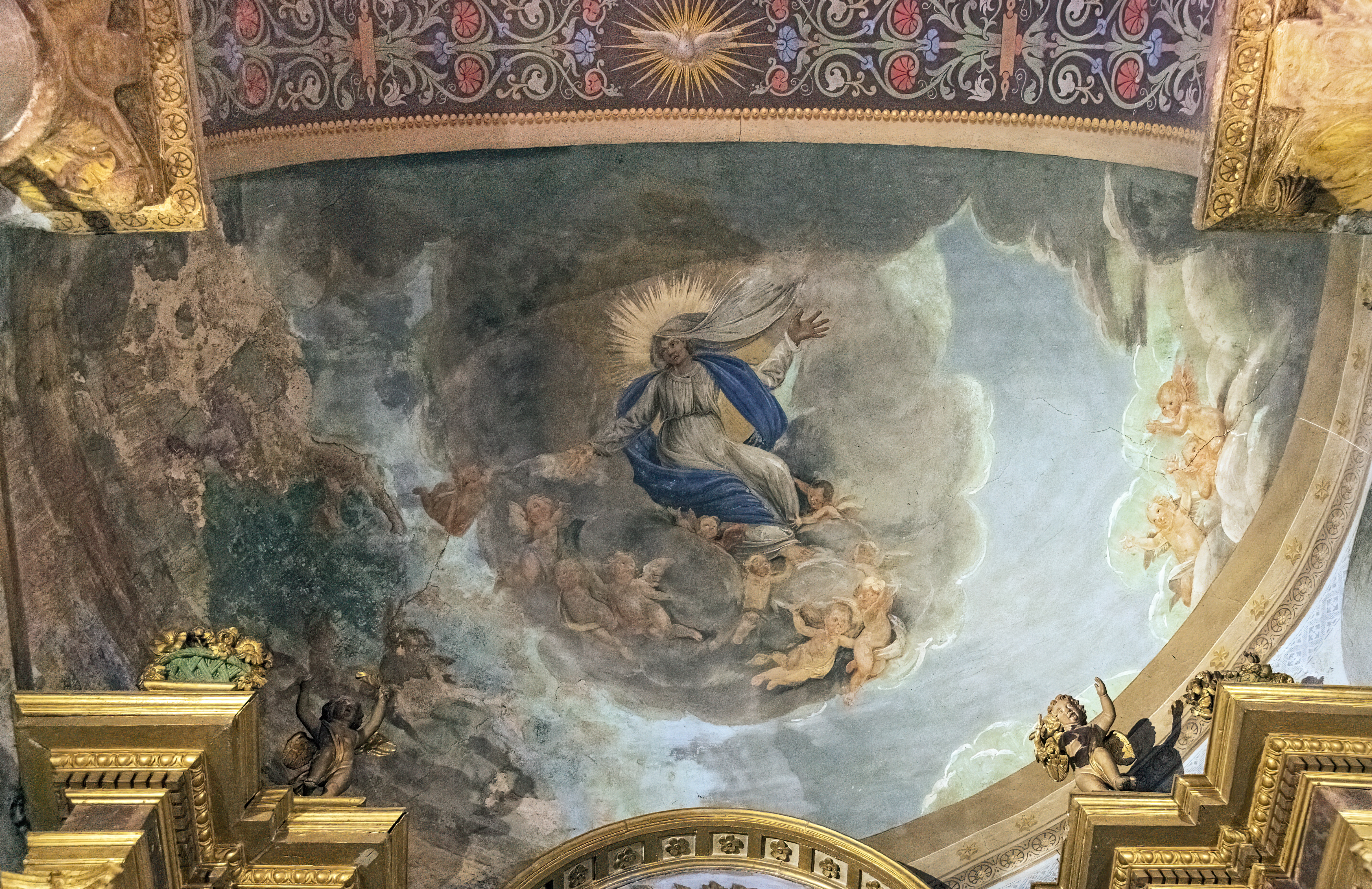
L'Assunta - Cappella della Vergine

La collegiata riacquistò il suo ruolo nel 1800, ma i necessari lavori di riabilitazione furono rimandati a un periodo più favorevole, per via delle guerre che rovinarono il paese. Il restauro iniziò con la pavimentazione nel 1830, in sostituzione della precedente, danneggiata dal passaggio delle ruote di un carro di fieno. Fu realizzato un rivestimento rosa, verde mela e giallo Nanchino, un progetto che, nel 1843, fece affermare a Eugène Viollet-le-Duc, nella sua relazione al Comitato dei monumenti storici: "gli ornamenti burleschi di cui è internamente sovraccarica, [...] contribuiscono non poco a privarlo del suo aspetto antico." Gli spazi vuoti in soffitta vennero chiusi e l'opera in pietra, in una parte in laterizio, è ancora visibile dall'esterno. Altri progetti non videro la luce, per mancanza di fondi. A seguito del passaggio del famoso architetto restauratore, la collegiata fu classificata monumento storico nel 1846.

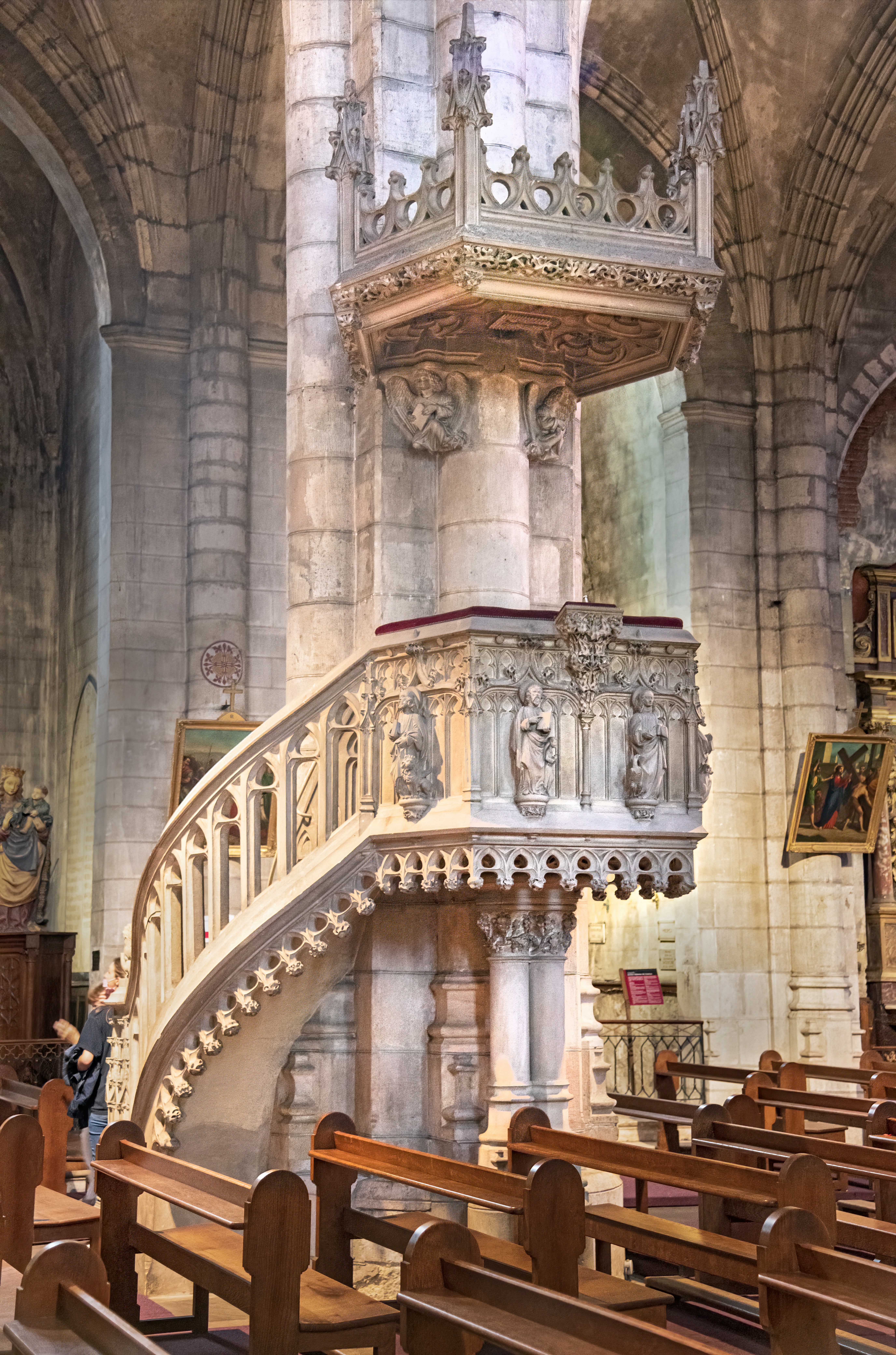
Pulpito neogotico dello scultore Nelli.

Nella seconda metà del secolo furono trovati finanziamenti per salvare l'edificio in pericolo. Tre campagne successive consentirono la preservazione della chiesa, a costo di alcuni discussi sviluppi. Il restauro delle coperture avvenne a partire dal 1857, senza modificare l'aspetto generale dell'edificio, opera nello spirito dei precedenti costruttori. Sul fianco settentrionale, un parere locale si oppose alla Commissione dei Monumenti Storici, favorevole allo sgombero del portale occidentale, e al comune, che voleva aprire una strada e confinarla con i negozi. La questione controversa riguardava un sussidio. La commissione storica voleva vedere il portale occidentale restituito al suo aspetto medievale prima di ogni discussione. Il consiglio comunale, che stava operando una riqualificazione urbanistica della vecchia Albi aprendo strade di accesso ad est, considerava secondari i criteri archeologici e storici del progetto. Durante l'apertura di rue Mariès furono concessi spazi commerciali anche davanti al lato nord della collegiata. In una lettera del ministro responsabile per i monumenti storici si leggeva: "Non tanto per isolare la chiesa quanto per speculazioni fondiarie, il comune di Albi aveva escogitato progetti per l'esecuzione dei quali sollecitava aiuti di Stato". Alla fine il comune trovò i finanziamenti e la collegiata rimase incastonata tra le case costruite nel XIV secolo davanti alla porta ovest e le botteghe aperte nel XIX secolo.
Con i tetti e gli ambienti ristrutturati, nel 1870 fu contattato l'architetto Camille Bodin-Legendre. Quest'ultimo, presente ad Albi per costruire la chiesa parrocchiale di Saint-Joseph, era discepolo di Eugène Viollet-le-Duc il cui motto era: "Restaurare un edificio non significa mantenerlo, ripararlo o rifarlo, ma riportarlo a uno stato completo che potrebbe non essere mai esistito in un dato momento". L'architetto iniziò a lavorare al progetto nel 1873. La riparazione delle parti danneggiate, in particolare la sommità delle colonne, portò alla sostituzione dei capitelli romanici.
Il rivestimento colorato denunciato da Viollet-le-Duc venne raschiato con una spazzola di ferro fino alla pietra, rimuovendo tutto ciò che poteva essere nascosto sotto. Venne sostituito da un rivestimento neutro su tutte le parti tranne che sulla pietra. Le baie vennero modificate con l'apertura verso il basso delle finestre del coro e il restauro delle campate romaniche. Bodin-Legendre si avvalse dei servizi dello scultore Nelli. Fu lui a realizzare i nuovi capitelli e il nuovo pulpito. La trasformazione degli interni della chiesa medievale suscitò l'indignazione di Émile Boeswillwald, ispettore dei monumenti storici, che si trasferì ad Albi nel 1875. La sua opinione era supportata dallo storico Henri Wallon, che chiese addirittura il declassamento della collegiata. Questa decisione lasciò Bodin-Legendre incontrastato nel completare il suo lavoro. Tuttavia, l'edificio fu riclassificato nel 1885.

### XX secolo
Il 16 ottobre 1922 la galleria del chiostro venne classificata monumento storico.

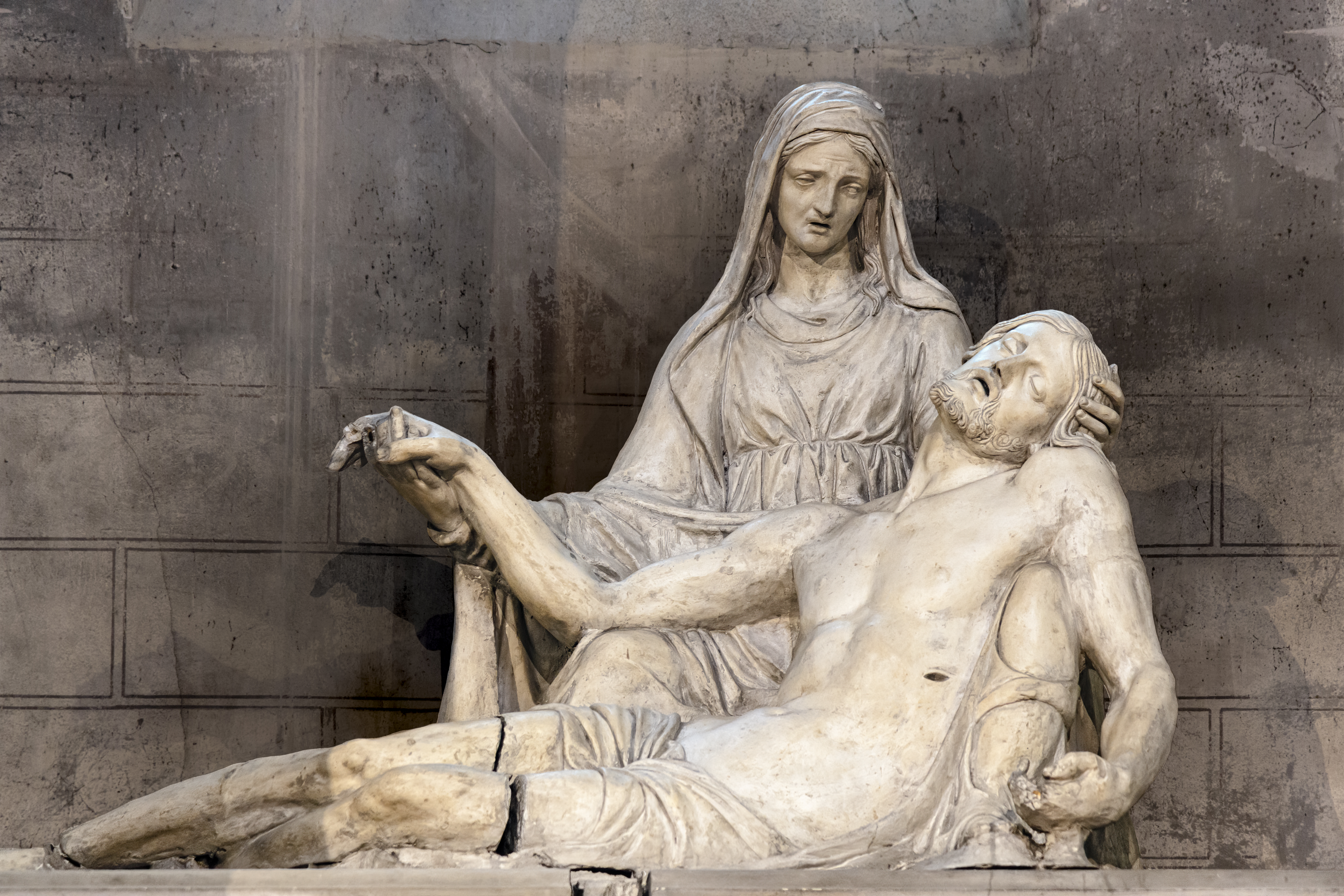
Madre Dolorosa
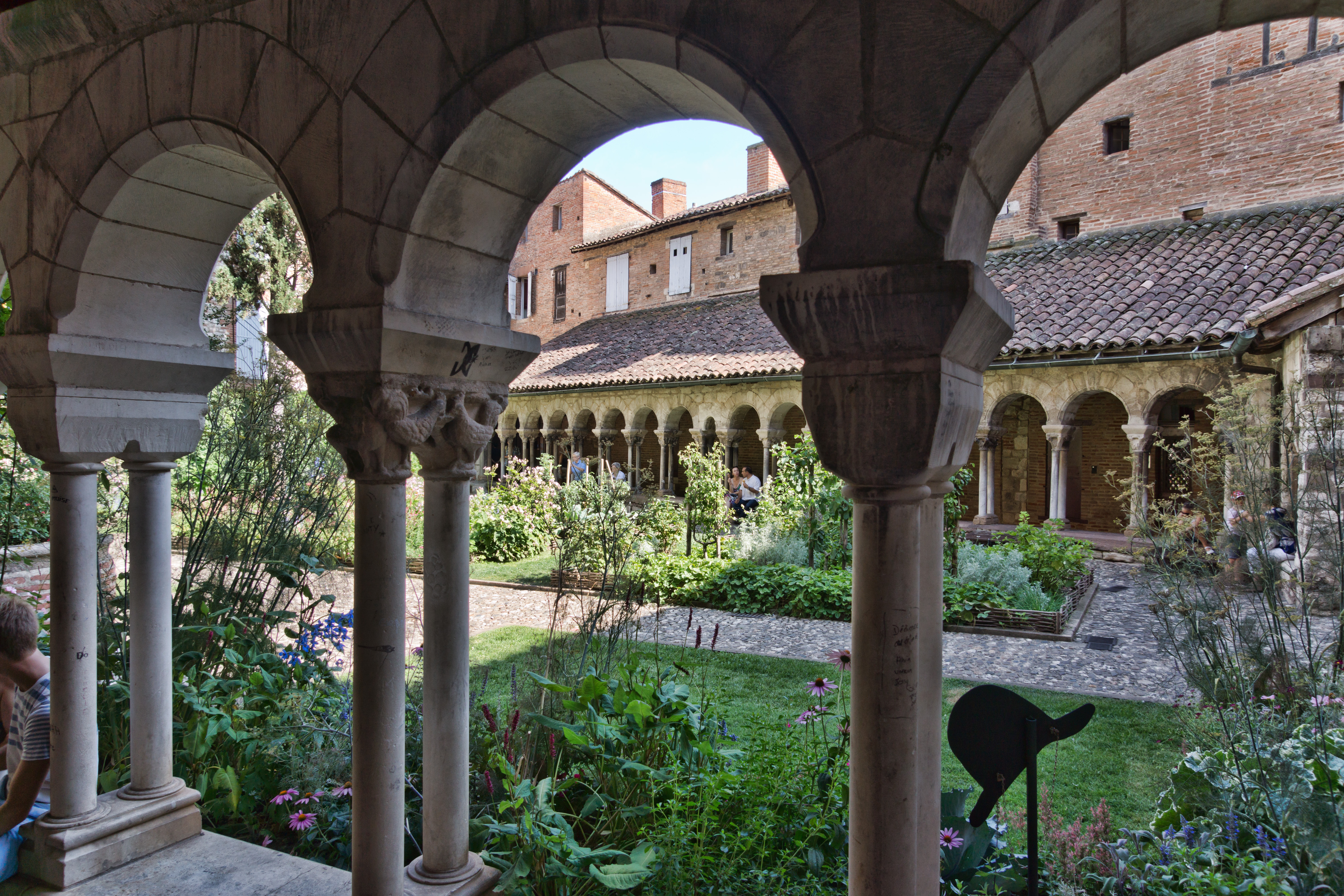
Chiostro annesso alla collegiata.
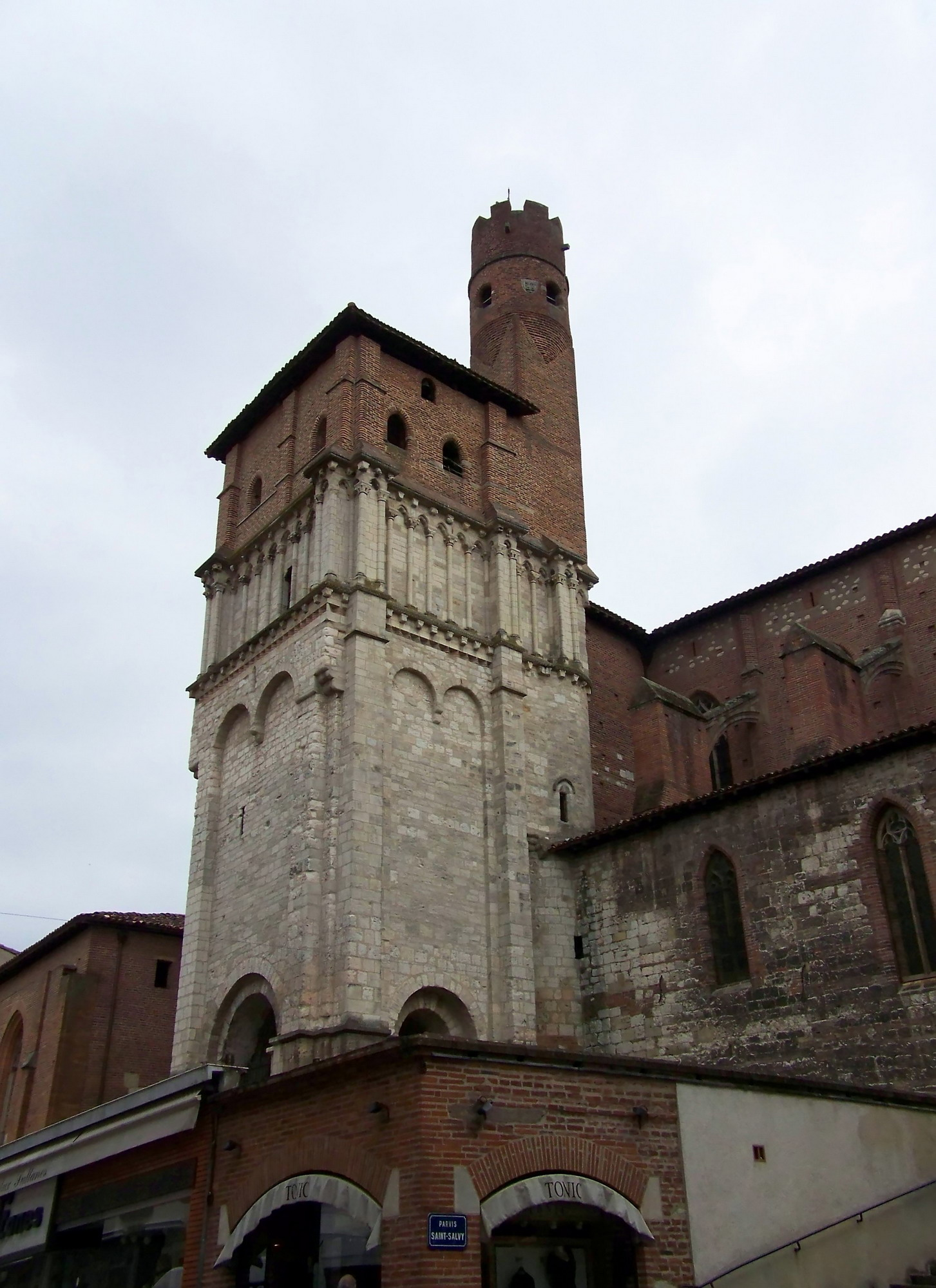
Campanile in pietra e ultimo piano in mattoni.
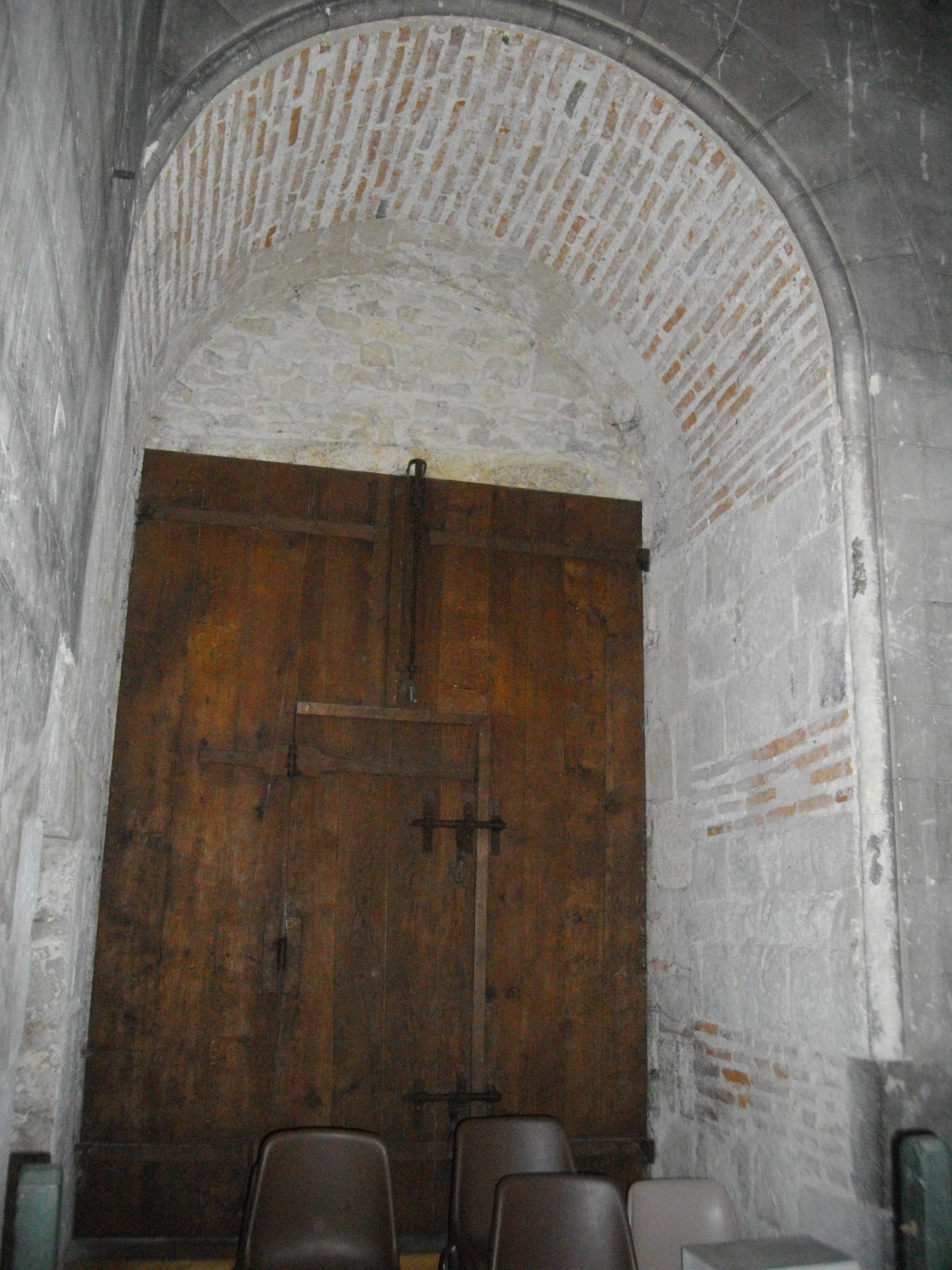
Porta incassata sotto una volta decrepita, che mostra il laterizio utilizzato.
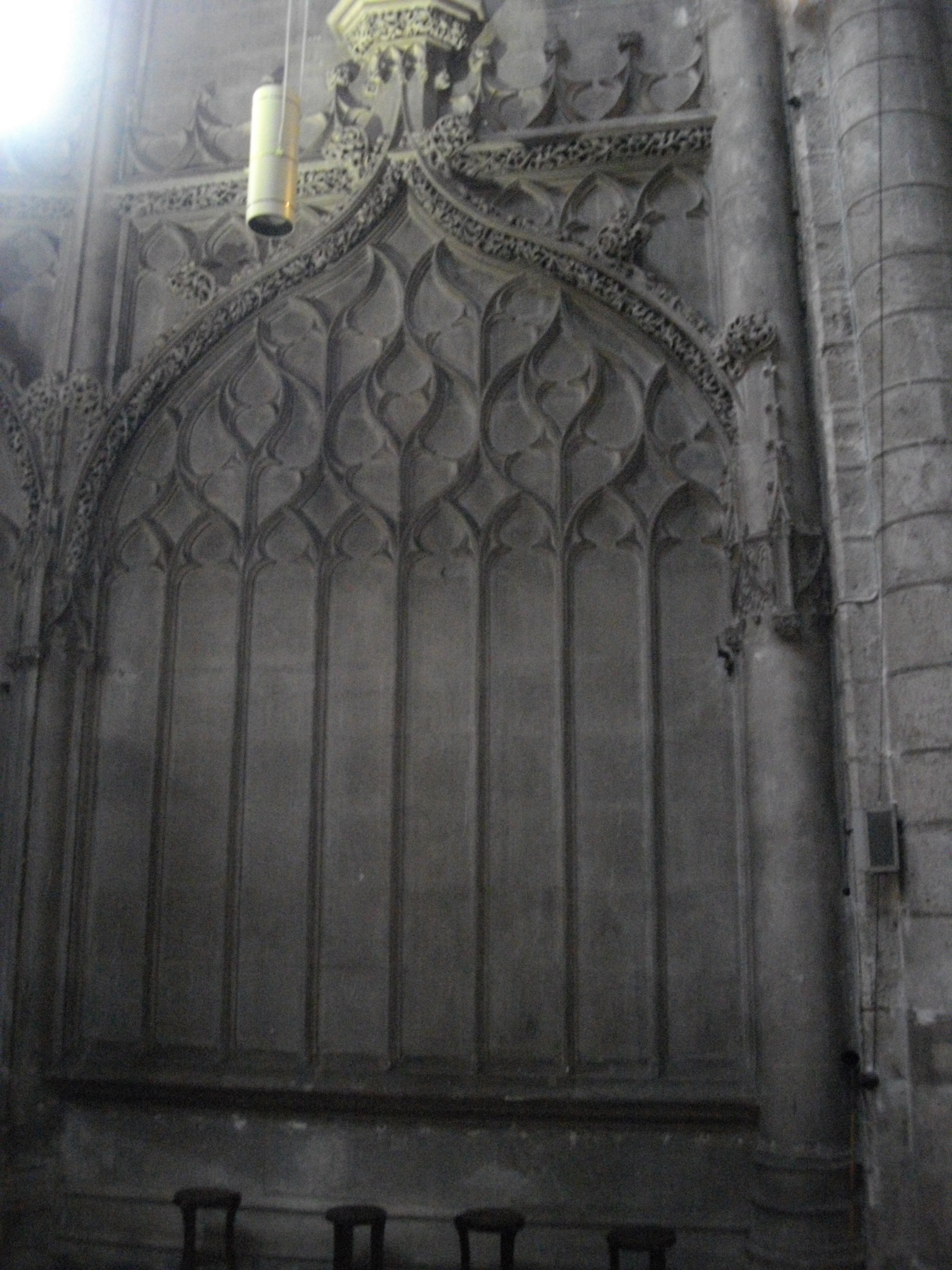
Rivestimento in pietra del coro in stile gotico fiammeggiante.
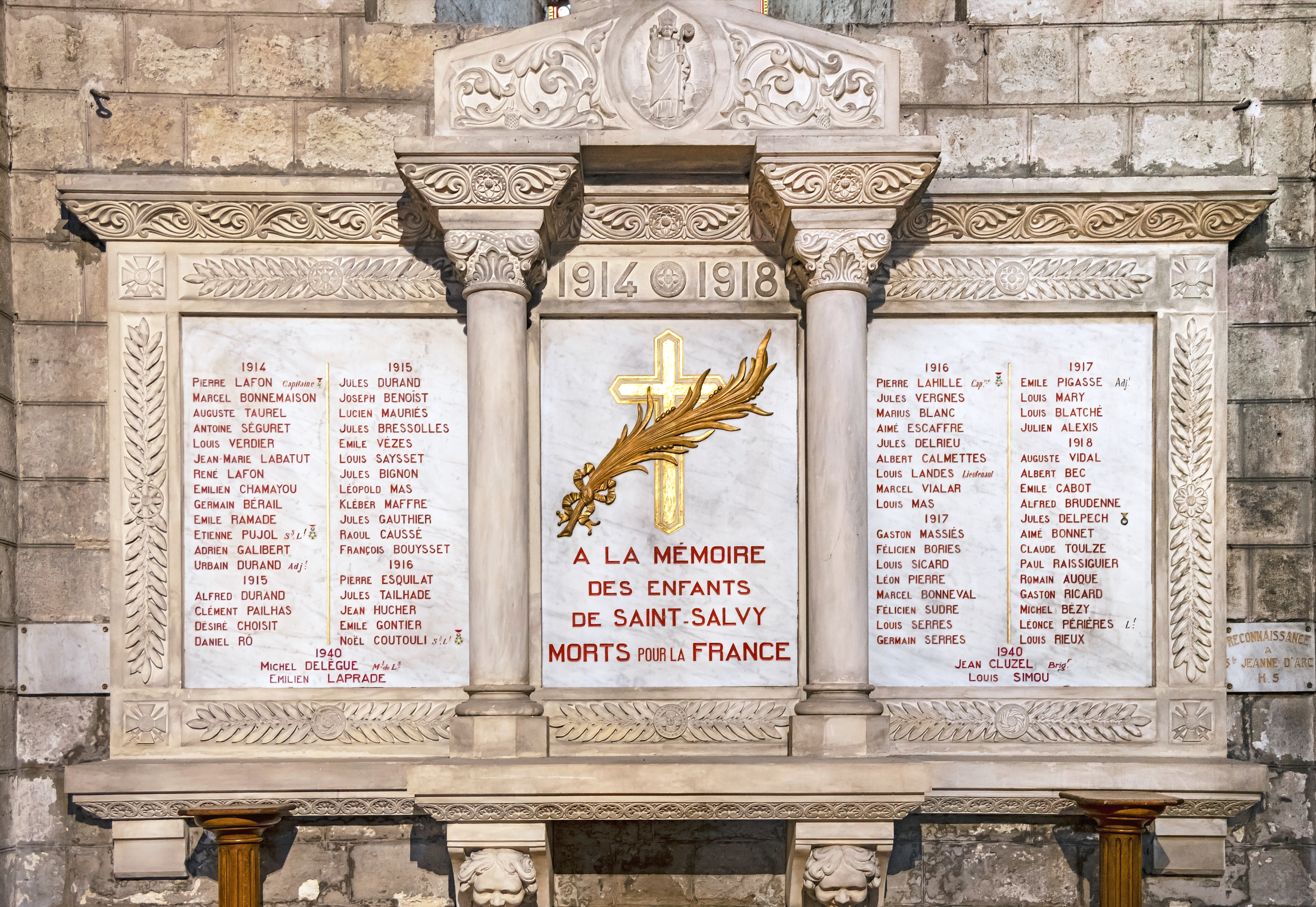
Monumento ai caduti nella parrocchia di San-Salvi

## Arredamento
L'arredamento comprende una raffinata serie di sculture locali del tardo medioevo: una Pietà, conservata in sagrestia, un crocifisso, un Calvario, un Cristo legato e sei scribi e membri del Sinedrio. Una statua lignea policroma, probabilmente del XII secolo, è l'unica rappresentazione esistente del santo; fu ritrovata in un attico ed è conservata in sagrestia. Sei statue policrome circondano quella di Cristo in Ecche homo; di robusta fattura, queste sei statue rappresentano le figure del Sinedrio, cioè la tradizionale assemblea legislativa del popolo ebraico, nonché il suo supremo tribunale che normalmente aveva sede a Gerusalemme.

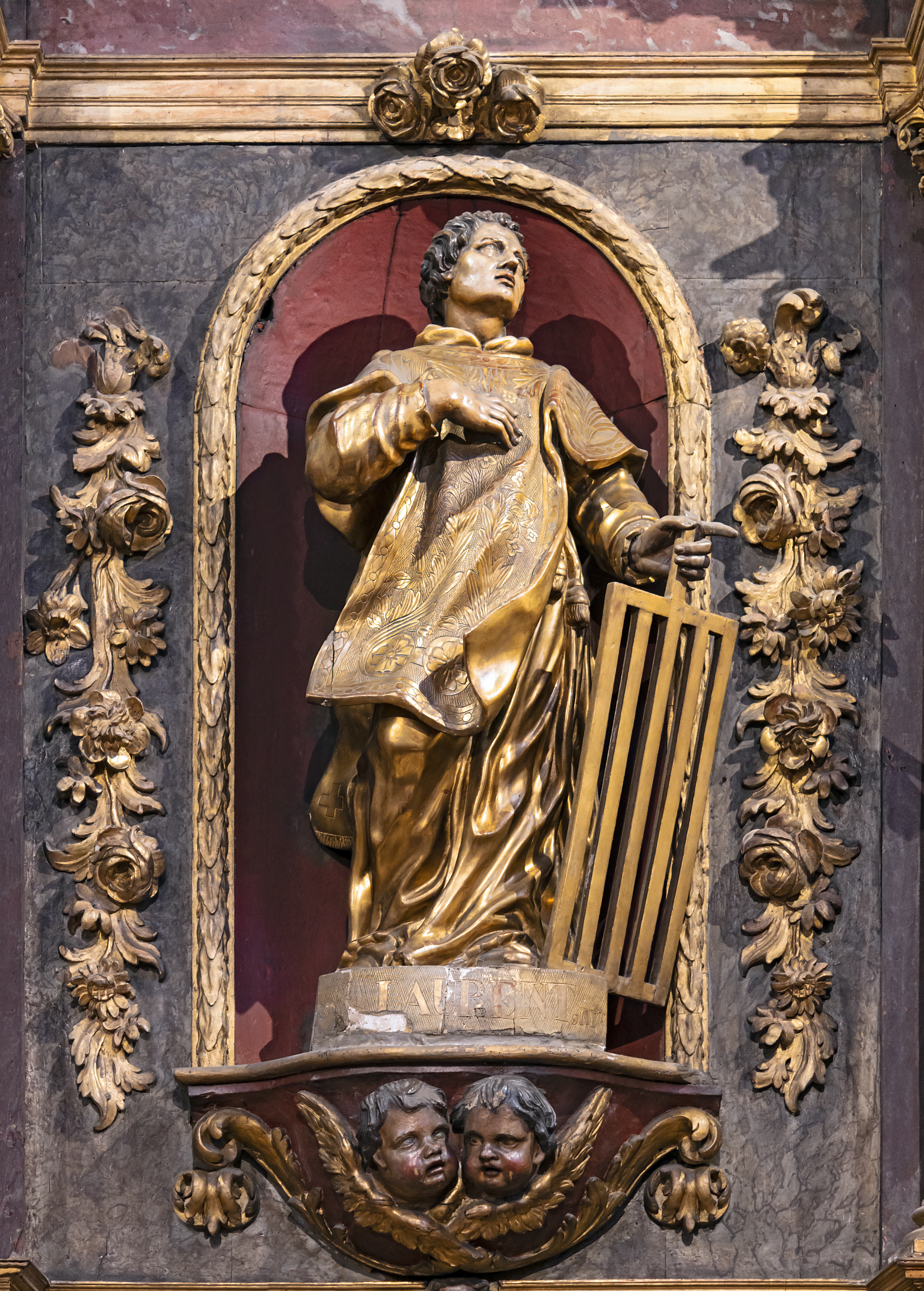
Statua di San Lorenzo 1737
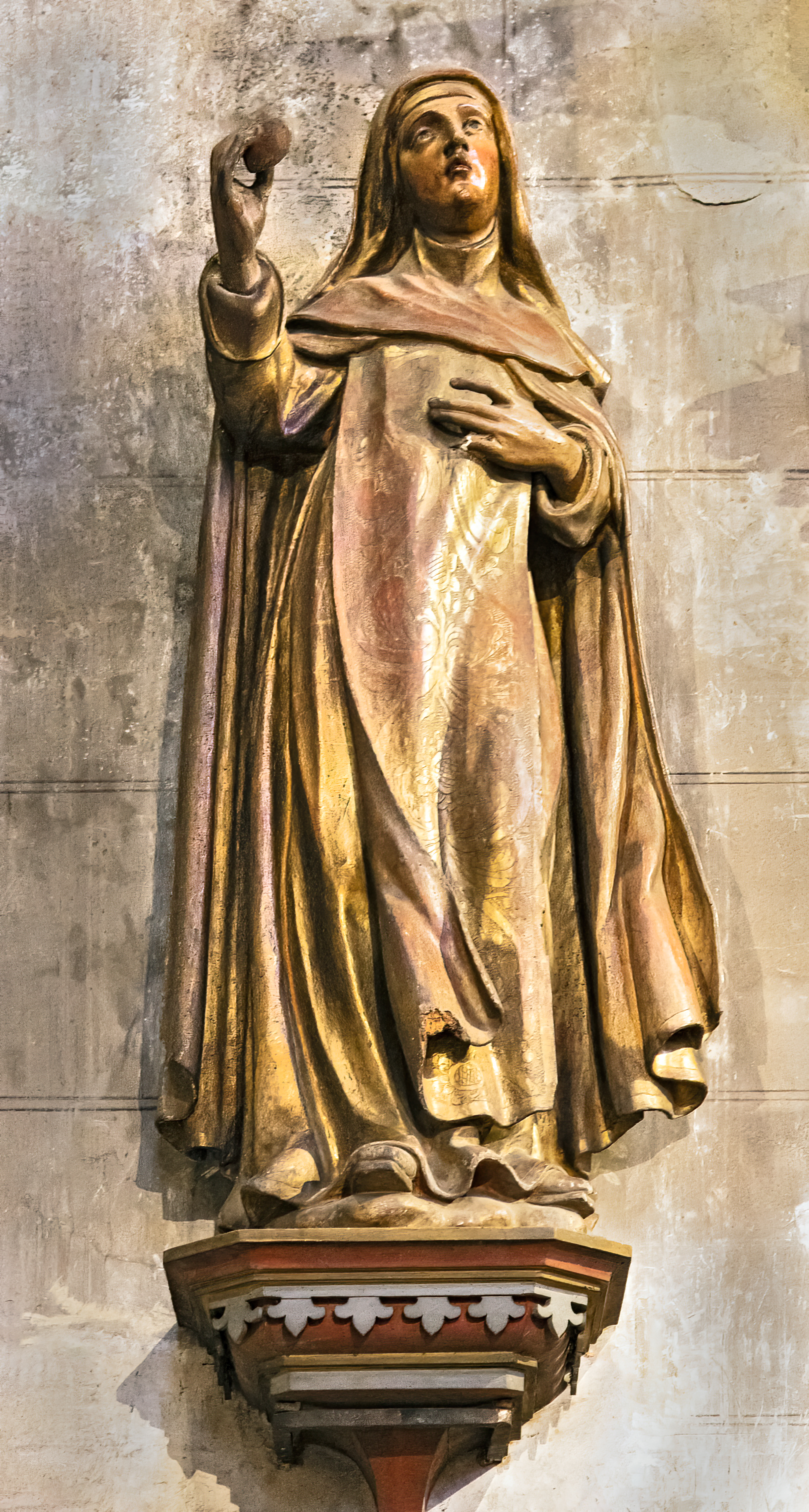
Statua di Santa Caterina da Siena
Ecce homo
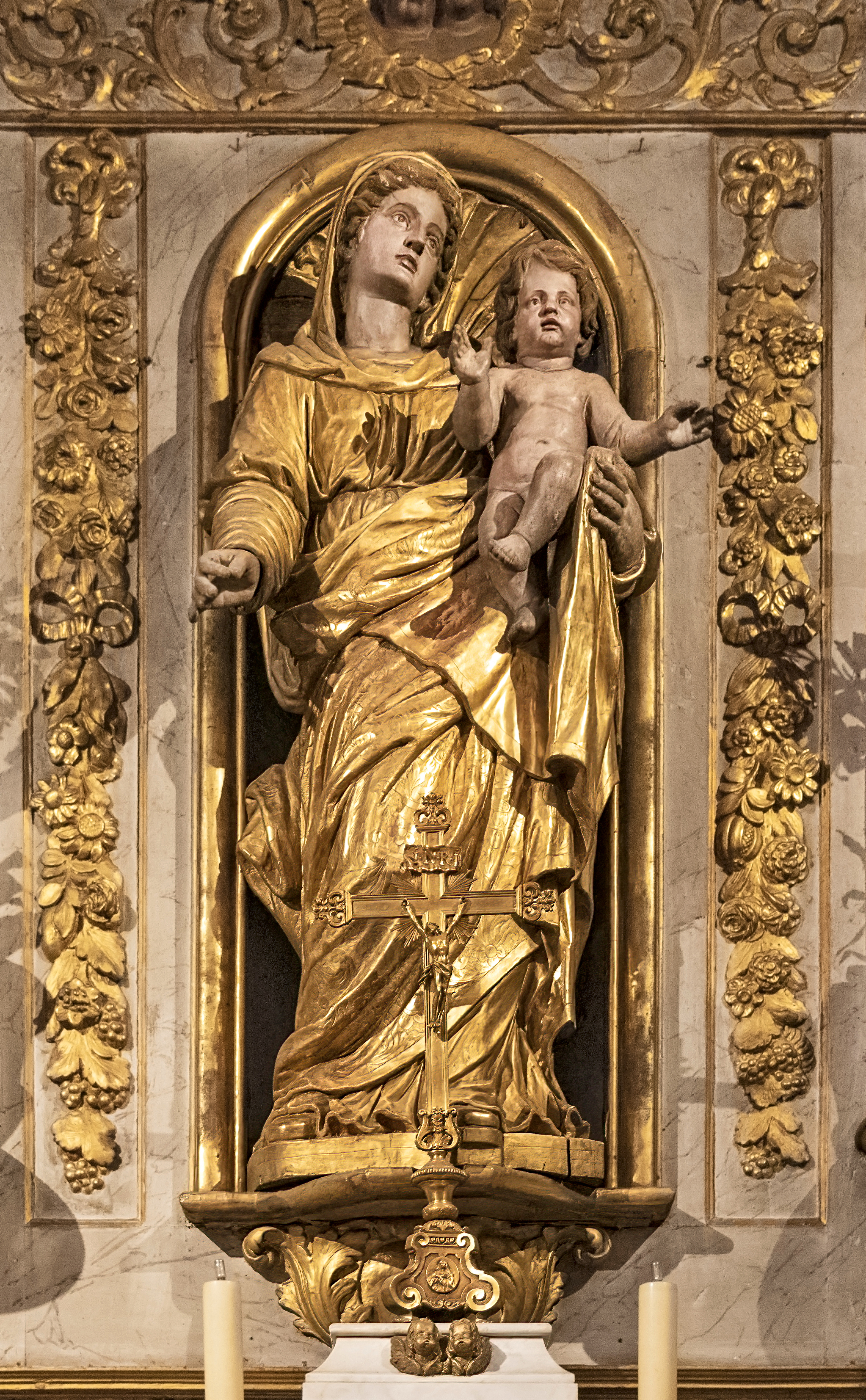
Madonna col Bambino
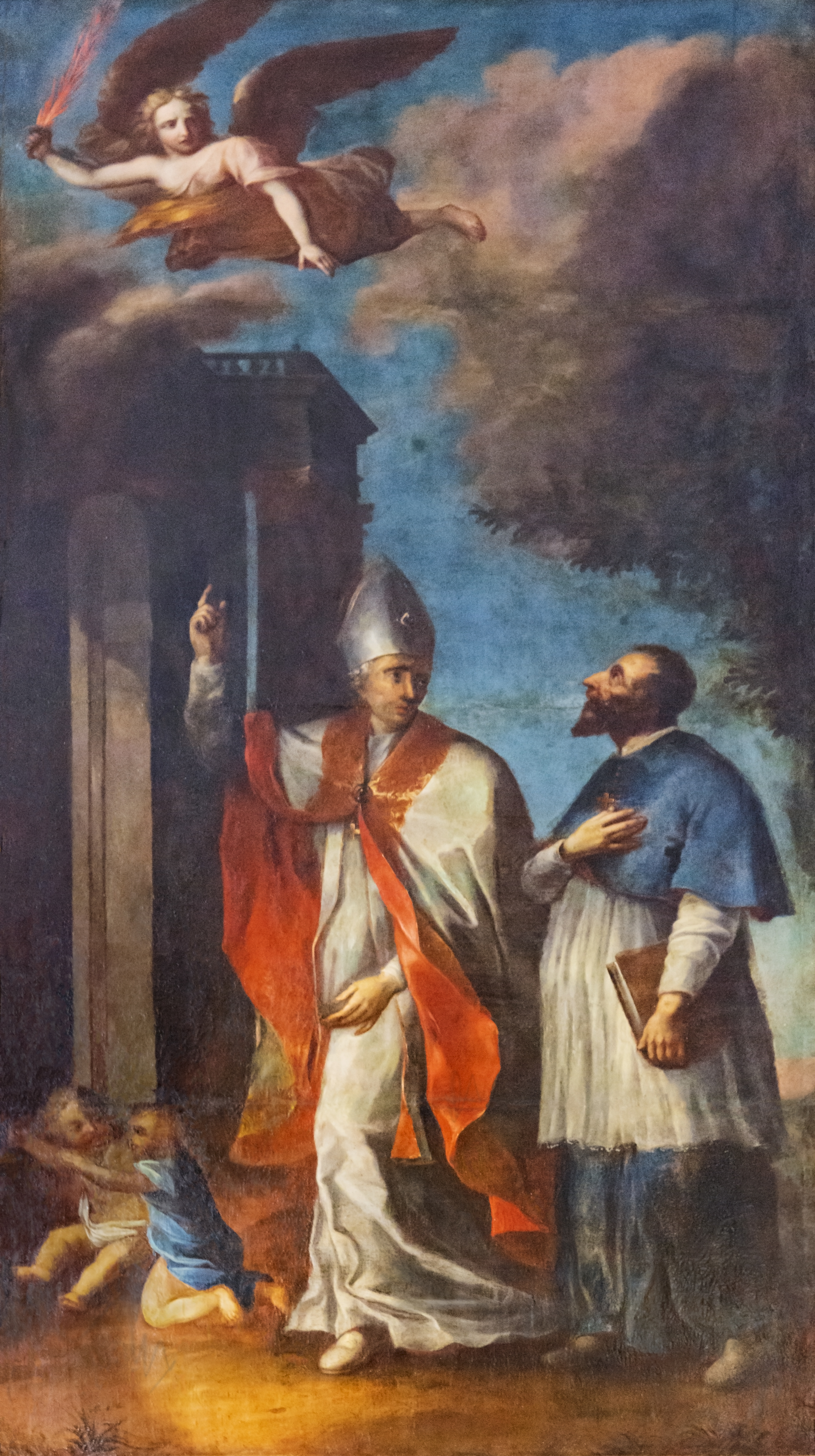
La profezia di san Salvi sulla casa di Chilperic
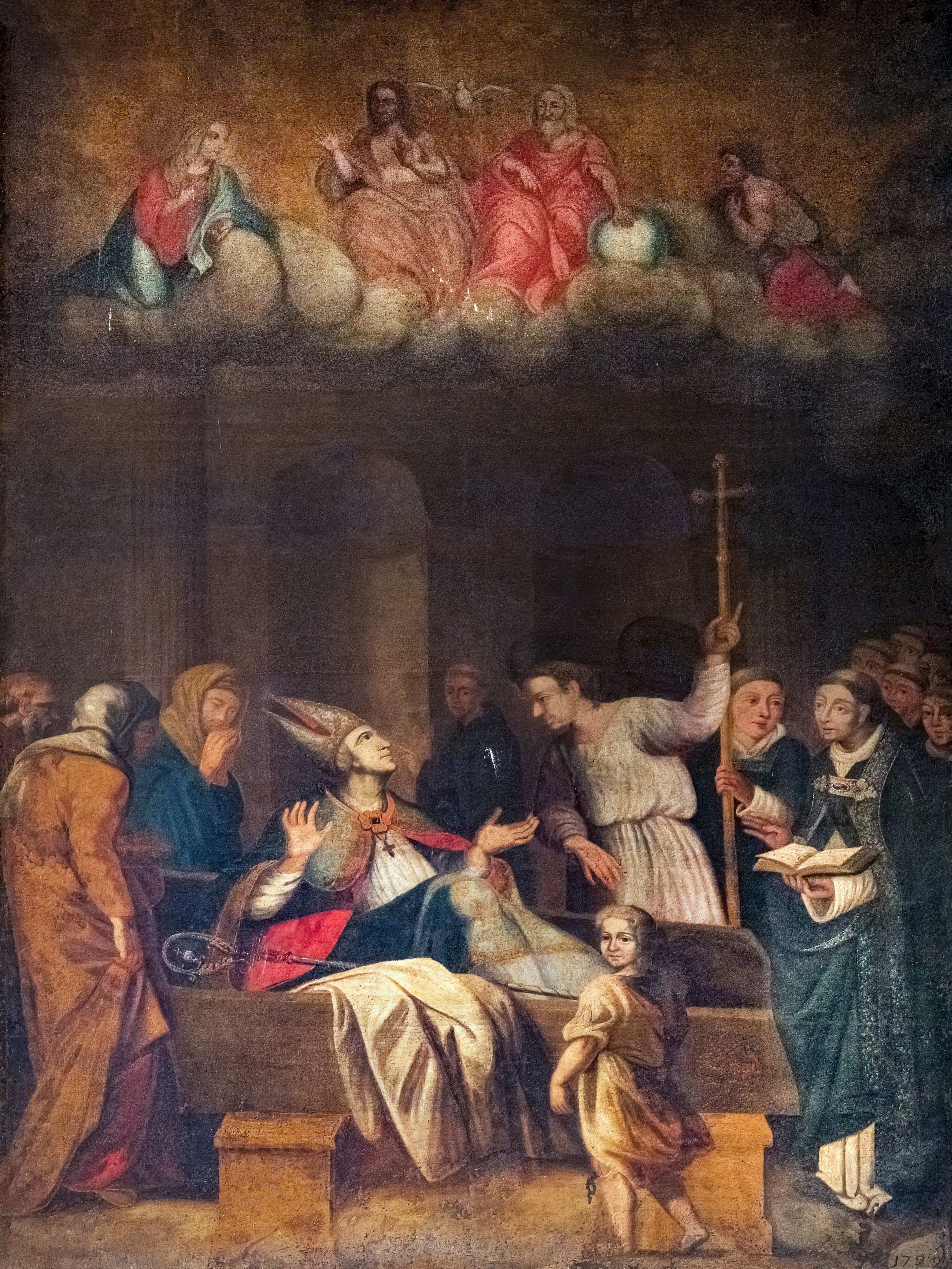
La risurrezione di San Salvi
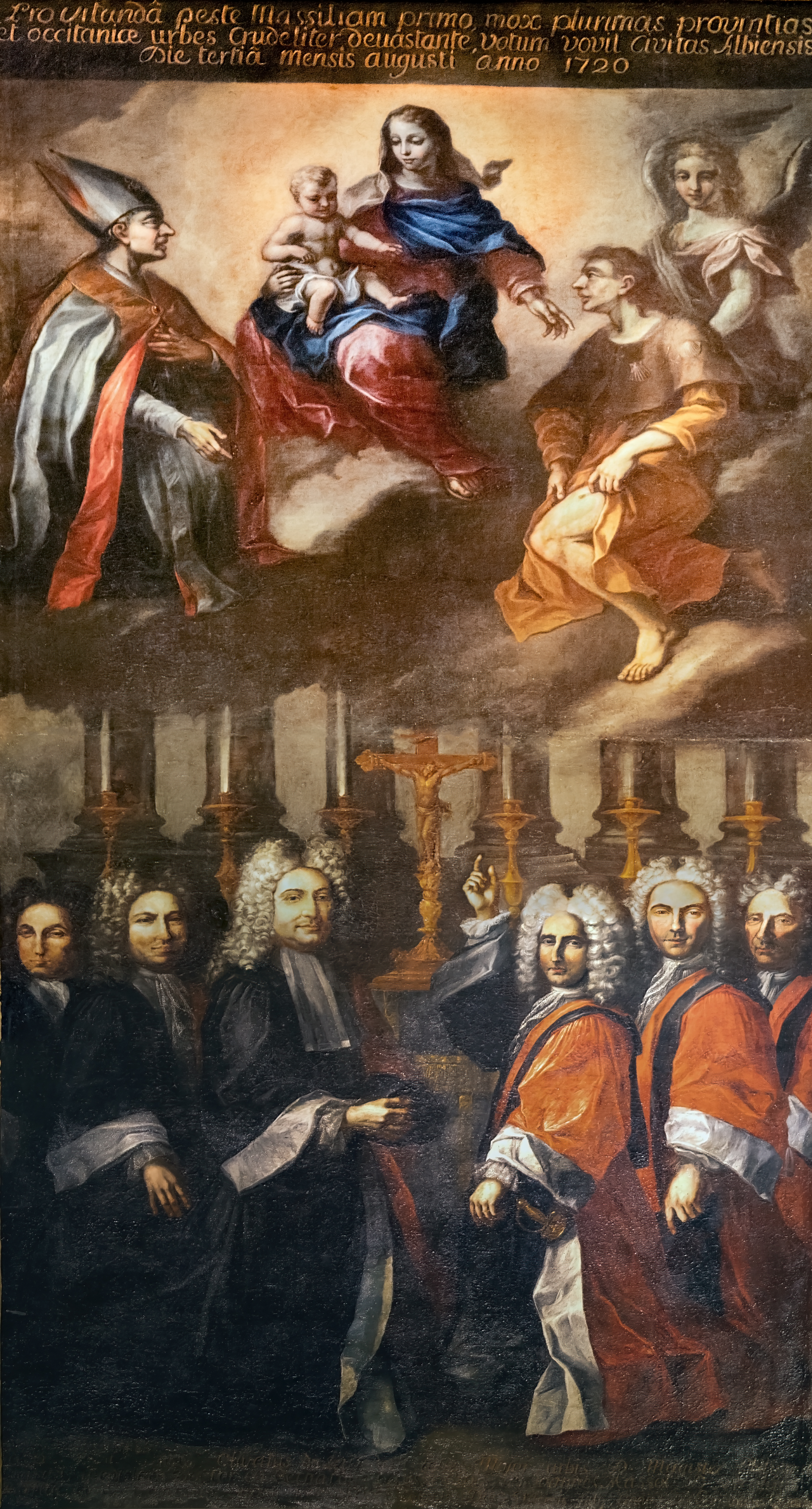
Il voto dei consoli
Dipinto monumentale della Cappella del Sacro Cuore
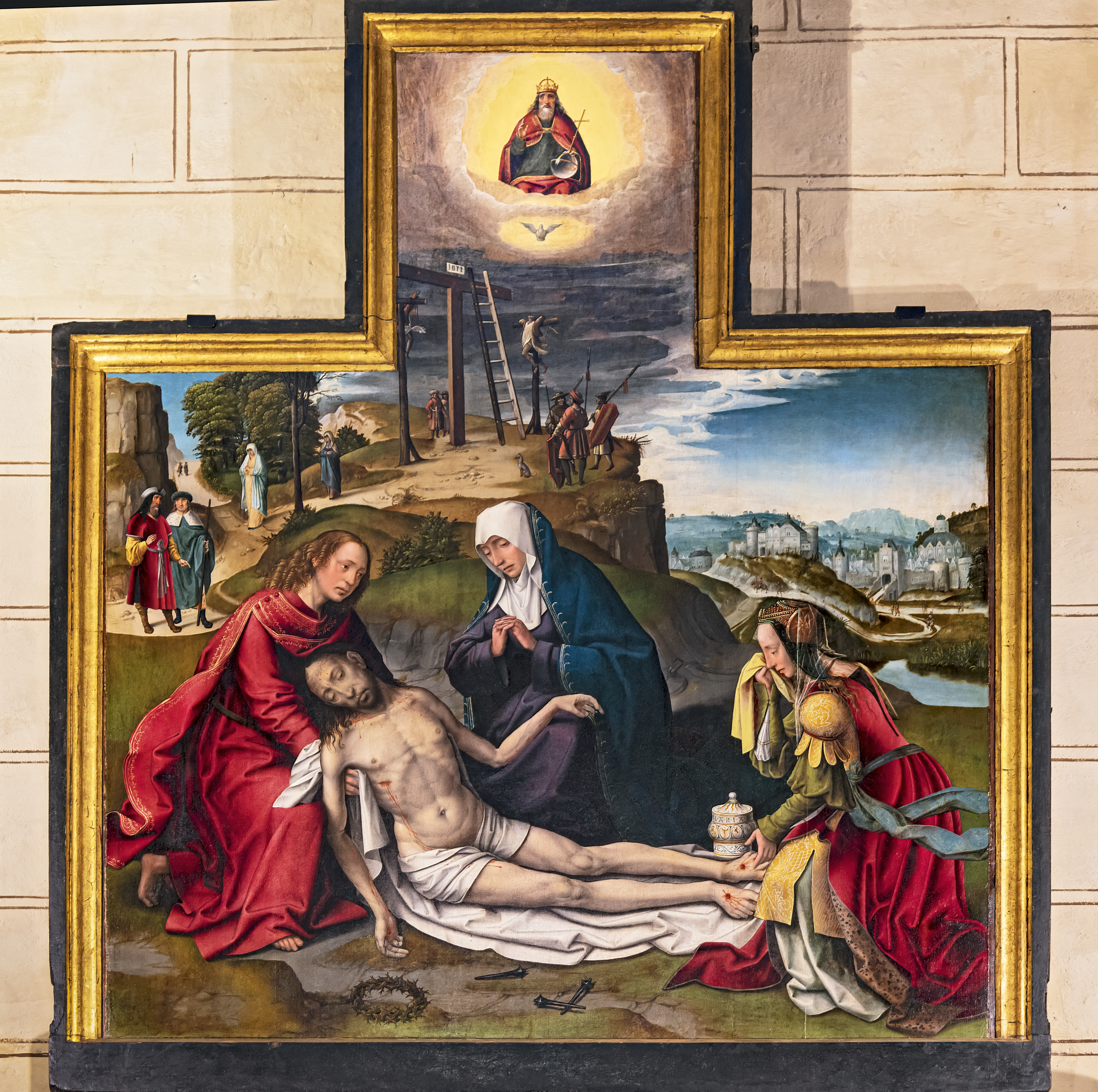
Compianto di Cristo 1510

### Organo
Nel 2017 è iniziato il restauro del grande organo della collegiata di San-Salvi che prevede una ricostruzione totale. I lavori dureranno circa quattro anni ed è prevista l'inaugurazione del nuovo strumento per il 2021. Il costo ammonterà a quasi 400.000 euro e la città contribuirà fino a 50 %. Il resto è a carico dell'associazione. Viene lanciata una sottoscrizione deducibile dalle tasse. Ogni donatore potrà sponsorizzare una canna dell'organo.

## Scavi archeologici

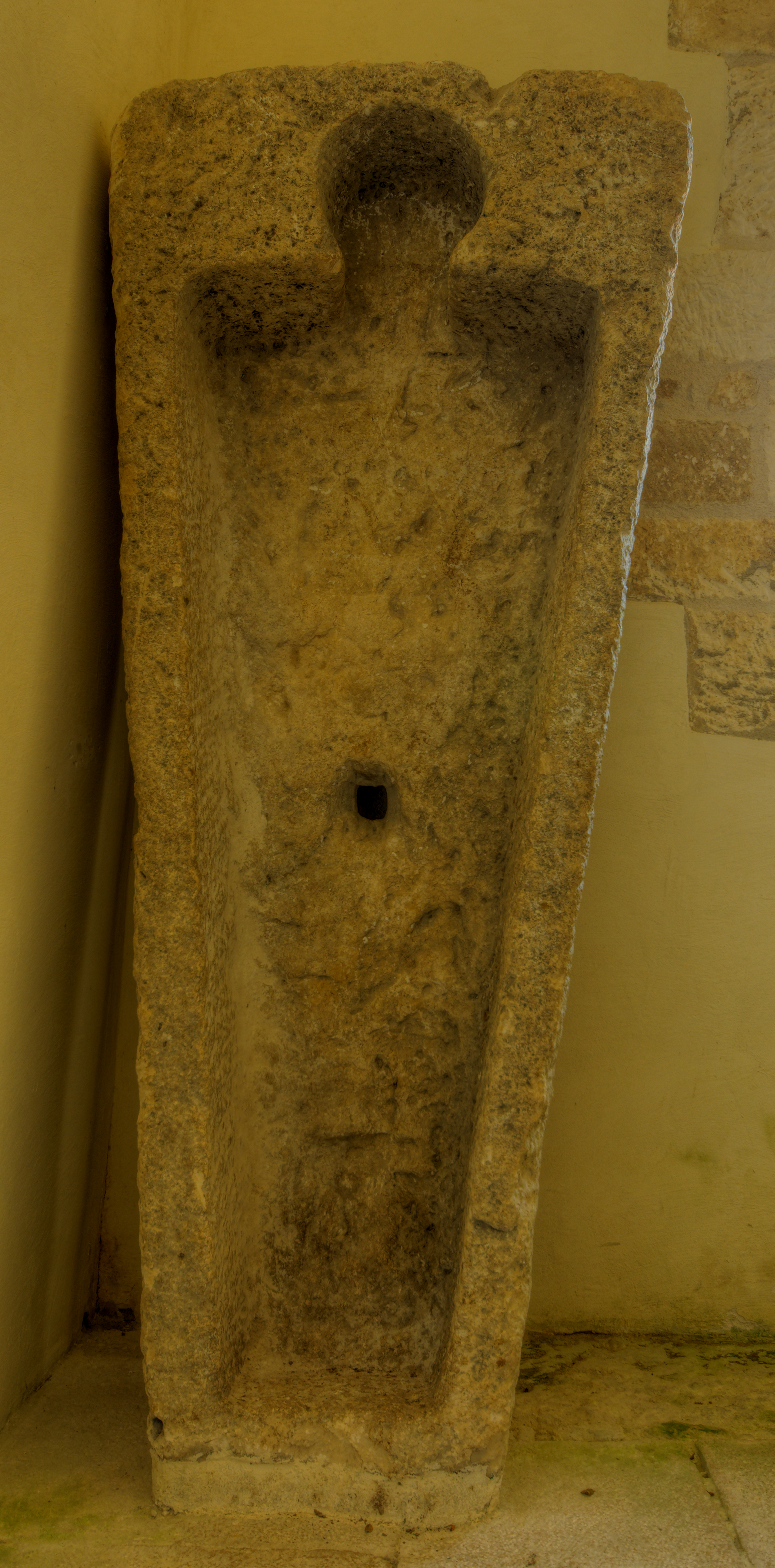
Esempio di sarcofago con scomparto per la testa.

I primi scavi risalgono agli anni 1857-1861. A quel tempo la collegiata era racchiusa in una rete di case a schiera, denominata roda de la plassa, scarsamente servita dai vicoli. Il progetto di Jean-François Mariès fu quello di collegare il quartiere centrale della cattedrale a Place du Vigan, il nuovo centro nevralgico della città. La via che porta il suo nome è stata realizzata tra le vecchie case e passa davanti alla collegiata. 
Gli archeologi hanno portato alla luce cinque livelli di sepoltura, i più superficiali dei quali sono relativamente recenti, datati grazie a monete di Enrico IV e a un rosario. In profondità sono stati rinvenuti sarcofagi in pietra con loggia cefalica. Sono stati datati al periodo compreso tra l'XI il XIV secolo. Sempre al di sotto, una necropoli merovingia e carolingia è stata datata con una moneta di Carlo Magno e placche di fibbie. Queste scoperte supportano la tesi della sepoltura sul luogo di Salvio d'Albi.
Negli anni 1950, i lavori di restauro del chiostro hanno portato alla luce un'altra parte della necropoli e un frammento di croce in pietra. Sono stati trovati quattro livelli a una profondità di 1,60 metri in tombe nel terreno o tra lastre di pietra. Nessuna scoperta ha permesso di stabilire una datazione. Nel 1997 la necessità di ripulire il campanile ha portato a dei rilievi. Hanno rivelato sarcofagi del Medioevo e semplici tombe successive. I livelli di epoca romanica sembrano essere scomparsi durante la costruzione della collegiata.
Infine, nel 2010, i lavori di elettrificazione della chiesa hanno richiesto la perforazione di un pensile. Vi era murata una statua policroma della Vergine Maria. Risalente al XIV secolo, era stata dimenticata nel suo armadio ricoperto di boiserie del XVIII secolo o inizio del XIX secolo.